# Європейська культура

Континент Європа, виділений чорним кольором

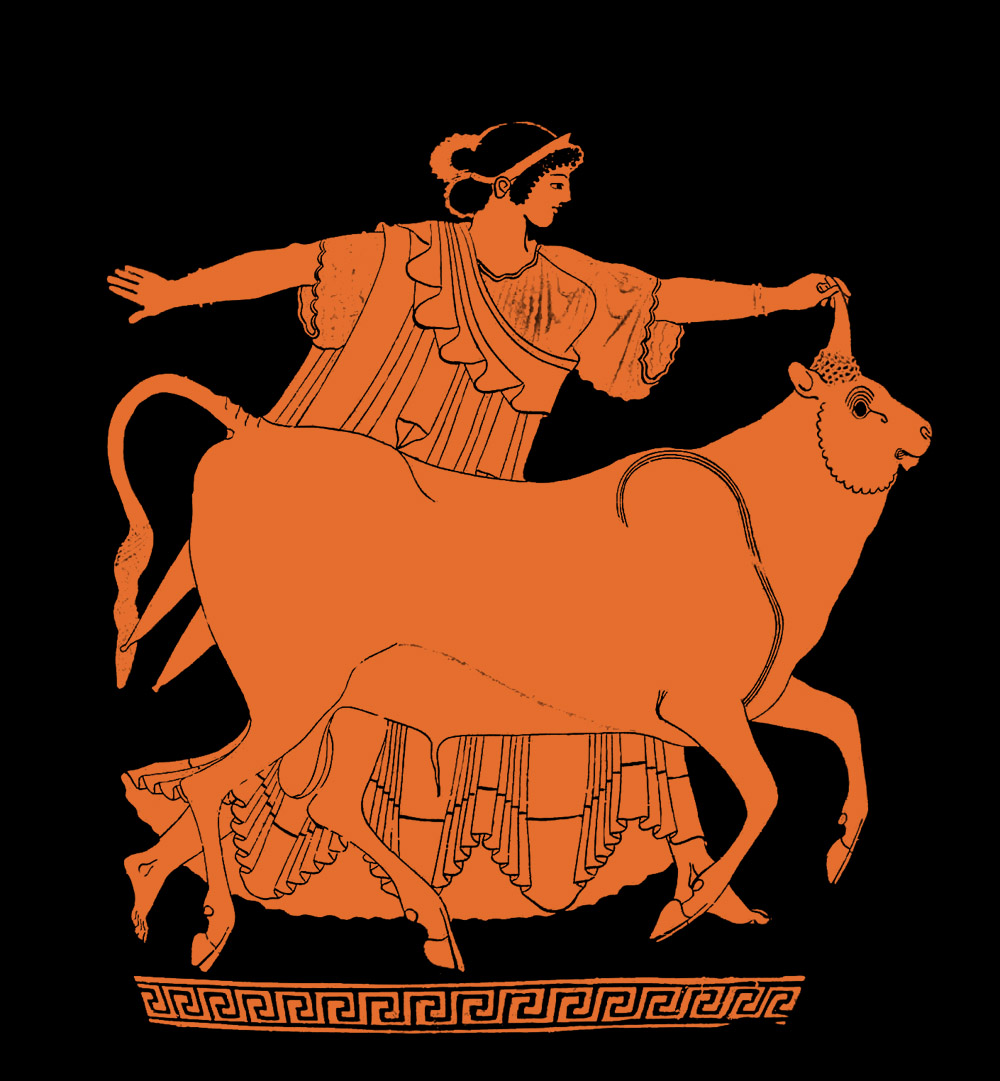
Європа і бик на грецькій вазі, приблизно 480 р. До н. Національний музей Тарквінії, Італія

Культура Європи корениться у мистецтві, архітектурі, кіно, різних видах музики, економіці, літературі та філософії, що походять з континенту Європи. Європейською культурою в основному називають «спільною культурною спадщиною» усіх європейців.

## Визначення

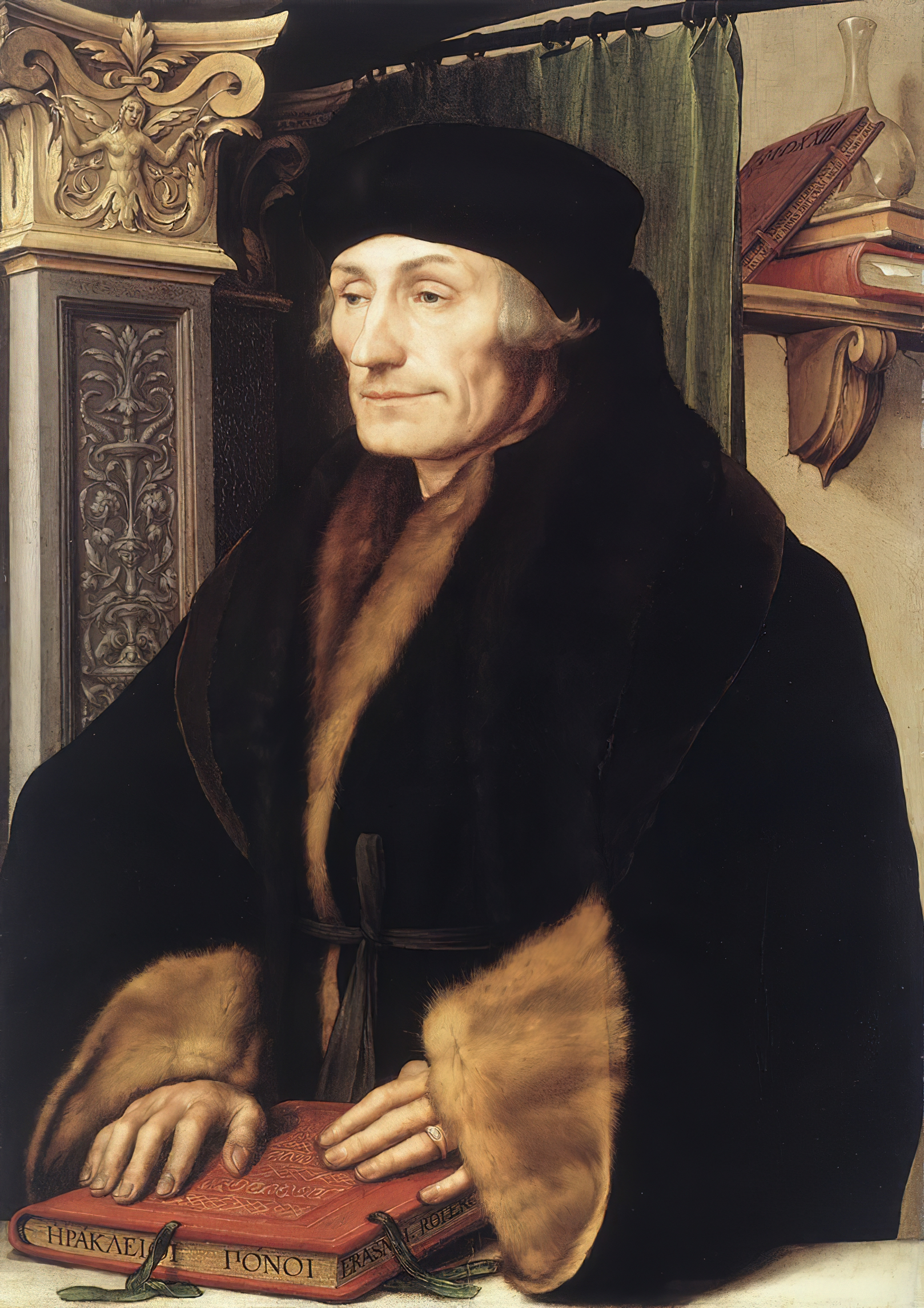
Еразм Роттердамський

На цю тему можна було взяти велику кількість перспектив, неможливо сформувати єдину всеосяжну концепцію європейської культури. Тим не менше, є основні елементи, які, як правило, погоджуються як ті, що становлять культурну основу сучасної Європи. Один із цих елементів, наведений К. Бохманом, включає:
- Спільна культурна та духовна спадщина, що походить від греко-римської античности, християнства, іудаїзму, епохи Відродження та його гуманізму, політичного мислення Просвітництва та Французької революції, а також розвитку сучасности, включаючи всі типи соціалізму ;[6][5]
- Багата і динамічна матеріальна культура, яка була поширена на інші континенти в результаті індустріалізації та колоніалізму під час «Великої дивергенції»;
- Конкретна концепція особистості, виражена існуванням законности, яка гарантує права людини та свободу людини, та повагу до неї;
- Безліч держав з різними політичними порядками, які живлять одне одного новими ідеями;
- Повага до людей, держав та націй за межами Європи.

Бертінг каже, що ці пункти відповідають «найбільш позитивним реалізаціям в Європі». Поняття європейської культури, як правило, пов'язане з класичним визначенням західного світу. У цьому визначенні західна культура — це сукупність літературних, наукових, політичних, мистецьких та філософських принципів, які відрізняють її від інших цивілізацій. Значна частина цього набору традицій і знань зібрана в західному каноні. Цей термін став застосовуватися до країн, історія яких була сильно позначена європейською імміграцією чи поселенням у 18-19 століттях, наприклад, Америками та Австралазією, і не обмежується Європою. Лауреат Нобелівської премії з літератури Томас Стернс Еліот у своїй книзі «Записки до визначення культури» 1948 р. Визначив видатний християнський вплив на європейську культуру: "Саме в християнстві розвиваються наші мистецтва; саме в християнстві закони Європи — до недавнього часу — були вкорінені ".

## Мистецтво

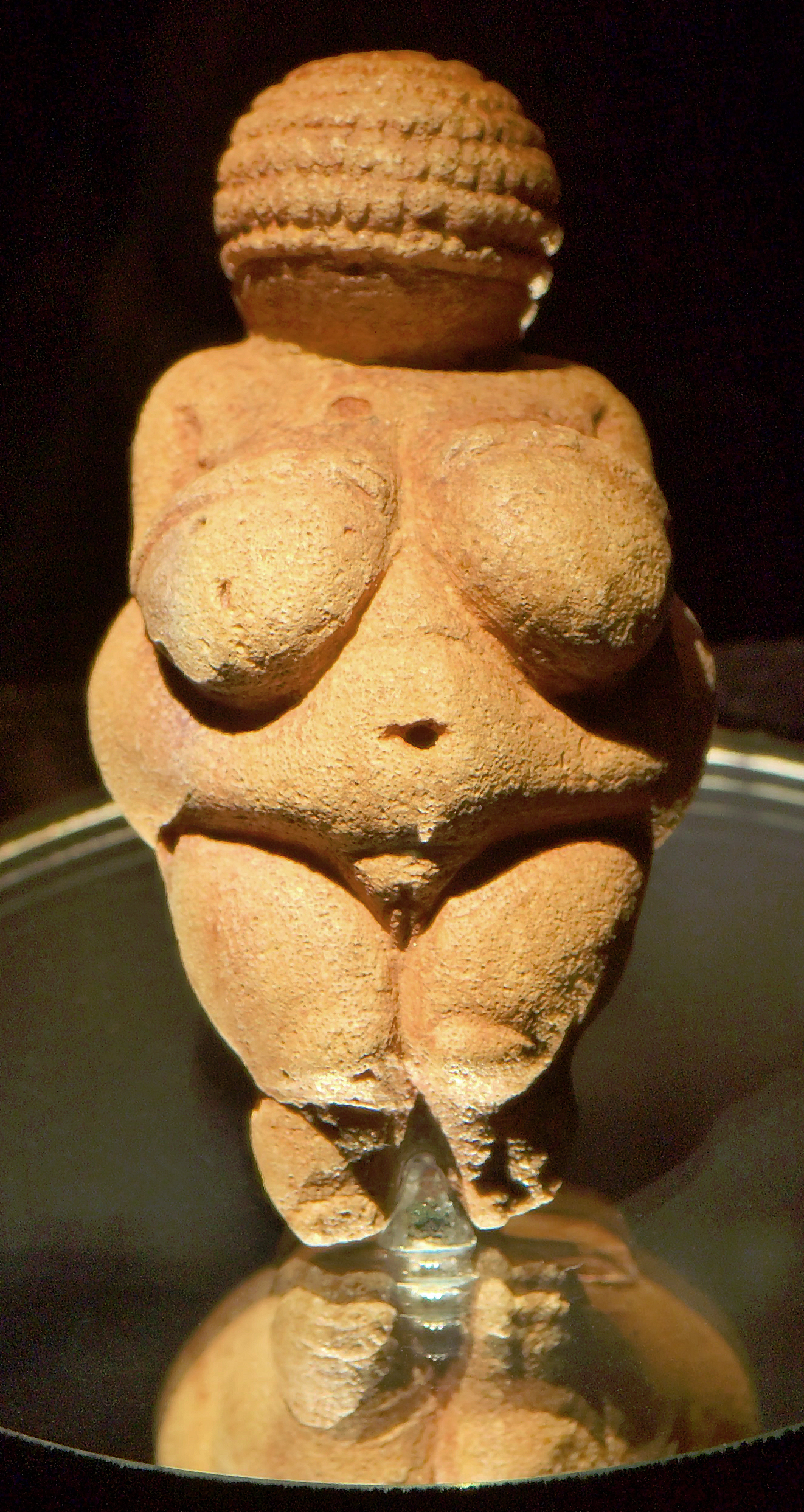
Венера Віллендорфська, цифра між 28 000 і 25 000 до н. Зараз у Naturhistorisches Museum, Відень. Приклад доісторичного мистецтва.

### Доісторичне мистецтво
Наскальне мистецтво Піренейського Середземноморського басейну утворює окрему групу, в якій основна увага приділяється людській фігурі, яку часто можна побачити великим групам, де представлені битви, танці та полювання, а також інші види діяльности та деталі, такі як одяг. Фігури, як правило, досить ескізно зображені тонкою фарбою, причому стосунки між групами людей і тварин зображуються більш ретельно, ніж окремі фігури. Доісторичне кельтське мистецтво є ще однією відмінною групою з більшої частини Європи залізного віку і виживає переважно у вигляді високоякісних металоконструкцій, майстерно прикрашених складними, елегантними та переважно абстрактними малюнками, часто використовуючи криволінійні та спіральні форми. Повнометражні людські фігури будь-якого розміру настільки рідкісні, що їх відсутність може представляти релігійне табу. Коли римляни завойовували кельтські території, цей стиль зник, за винятком Британських островів, де він вплинув на острівний стиль раннього середньовіччя.

### Класичне мистецтво

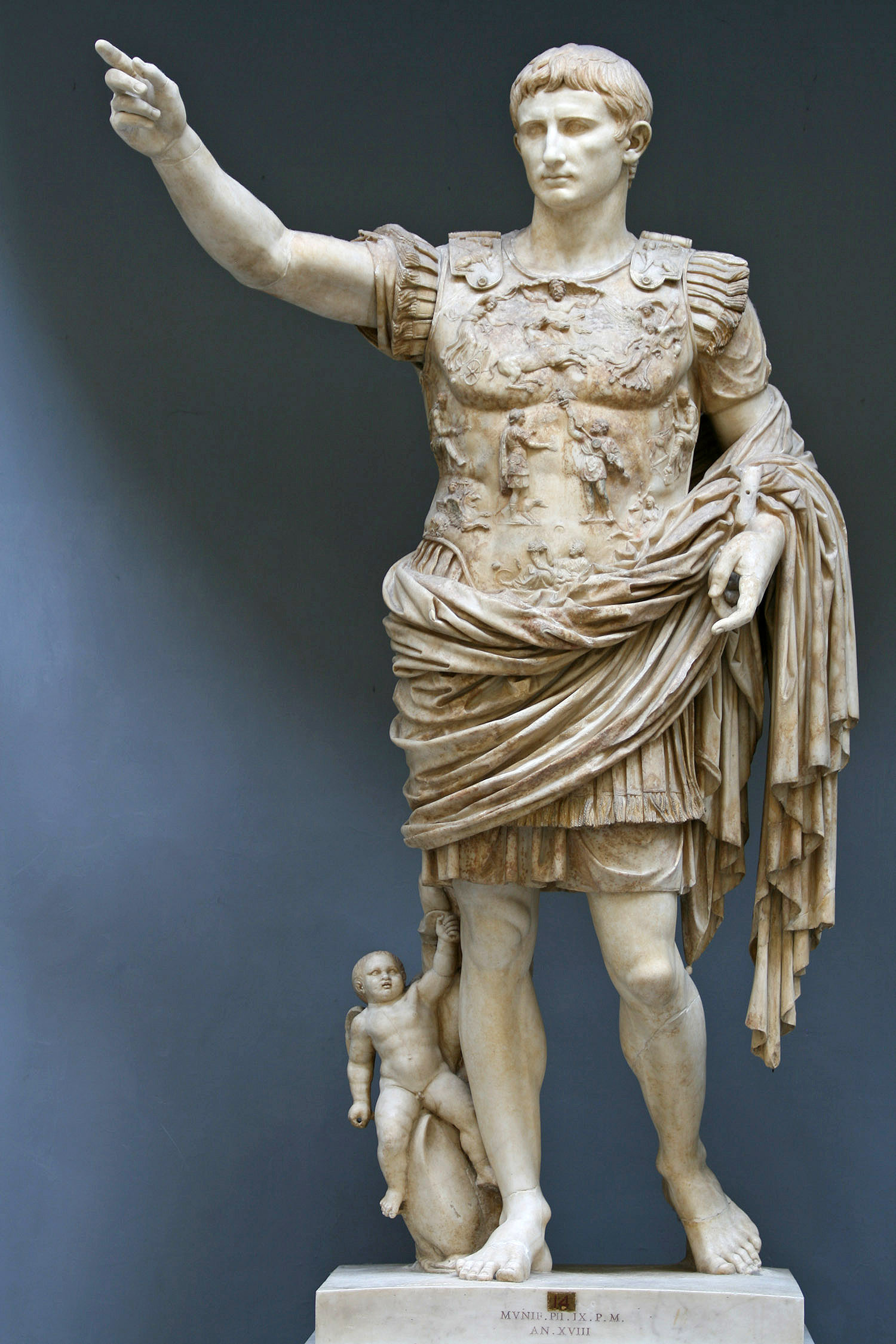
Август з Прими Порта, статуя імператора Августа, І століття нашої ери, Ватиканські музеї. Приклад римського мистецтва.

Давньогрецьке мистецтво вирізняється серед мистецтв інших давніх культур своїм розвитком натуралістичних, але ідеалізованих зображень людського тіла, в яких переважно оголеними чоловічими фігурами були в центрі уваги інновації. Швидкість стилістичного розвитку приблизно між 750 і 300 роками до нашої ери була надзвичайною за античними мірками, а в збережених роботах найкраще видно в давньогрецькій скульптурі. Були важливі нововведення в живописі, які доводиться суттєво реконструювати через відсутність оригінального збереження якості, крім виразного поля розписної кераміки. Чорнофігурна кераміка та подальша червонофігурна кераміка є відомими та впливовими зразками давньогрецького декоративного мистецтва. Римське мистецтво зазнало впливу Греції і частково може бути сприйняте як нащадок давньогрецького живопису та скульптури, але також зазнало сильного впливу більш місцевого етруського мистецтва Італії. Римляни, можливо, вважали скульптуру найвищою формою мистецтва, але фігурний живопис також цінувався дуже високо. Римська скульптура — це в першу чергу портрети, виведені з вищих класів суспільства, а також зображення богів. Однак римський живопис має важливі унікальні характеристики. Серед римських картин, що збереглися, є настінні картини, багато з вілл у Кампанії, на півдні Італії, особливо в Помпеях та Геркуланумі. Такий живопис можна згрупувати за чотирма основними «стилями» або періодами і може містити перші приклади тромплею, псевдоперспективи та чистого пейзажу. Ранньохристиянське мистецтво виросло з популярного римського, а пізніше імперського мистецтва та адаптувало свою іконографію з цих джерел.

### Середньовічне мистецтво

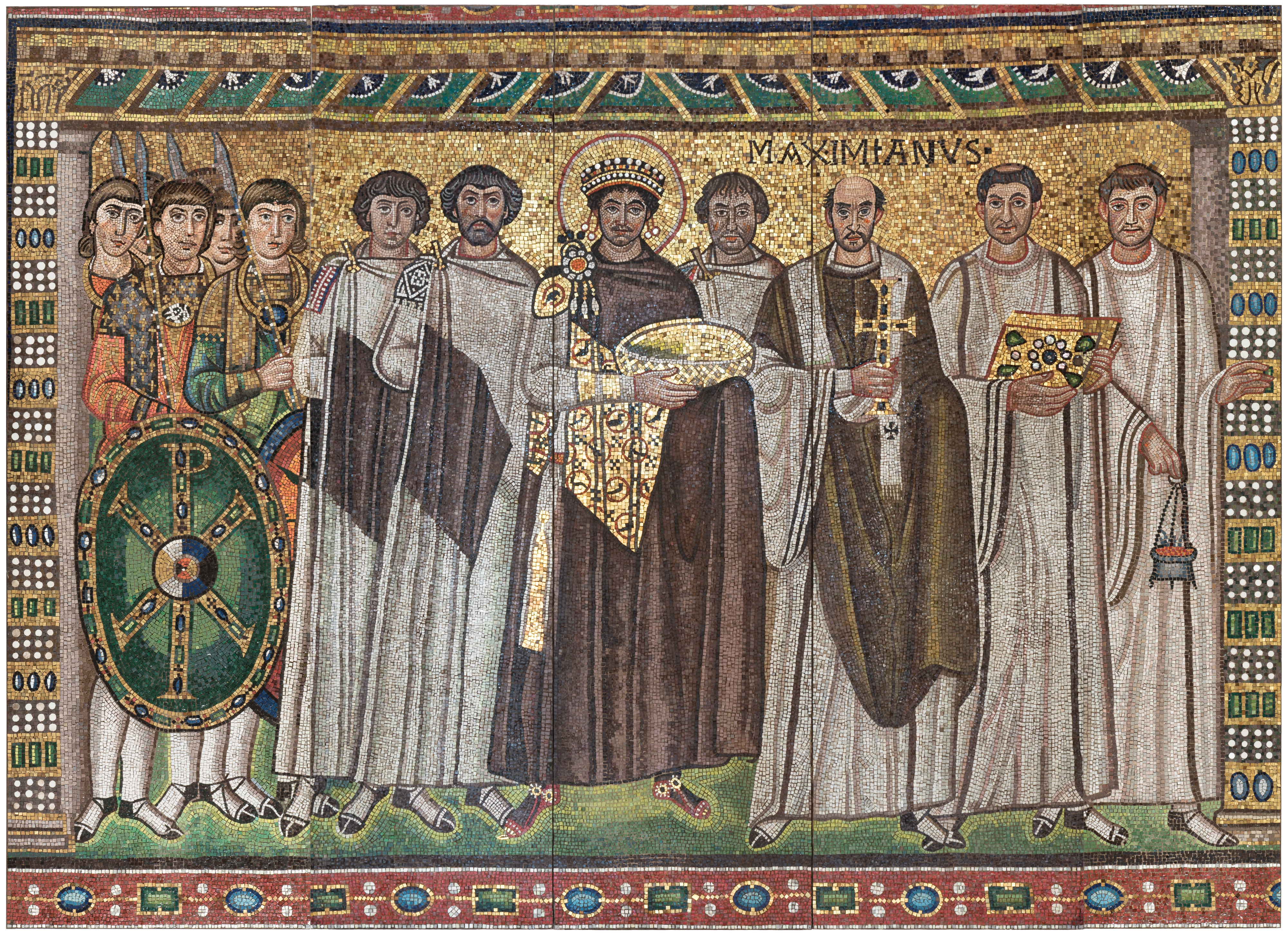
Мозаїка імператора Юстініана та його двору від церкви Сан-Вітале, Равенна, Італія. Приклад візантійського мистецтва.

Середньовічне мистецтво можна широко віднести до візантійського мистецтва Східної Римської імперії та готичного мистецтва, що виникло в Західній Європі за той самий період.
Візантійське мистецтво зазнало сильного впливу своєї класичної спадщини, але відзначилося розвитком нового, абстрактного, естетичного, позначеного антинатуралізмом та прихильністю до символізму. Тема монументального візантійського мистецтва була в першу чергу релігійною та імперською: дві теми часто поєднуються, як на портретах пізніших візантійських імператорів, що прикрашали інтер'єр церкви Святої Софії VI століття в Константинополі. Однак візантійці успадкували ранньохристиянську недовіру до монументальної скульптури до релігійного мистецтва і виробляли лише рельєфи, серед яких дуже мало збережених подій, що нагадують натуральну величину, на відміну від середньовічного мистецтва Заходу, де монументальна скульптура відродилася з Каролінгського мистецтва. Маленькі слонові кістки також мали переважно рельєф. Так звані «незначні мистецтва» мали дуже важливе значення у візантійському мистецтві та предметах розкоші, включаючи слонову кістку, вирізану в рельєфі, як офіційну презентацію Консульські диптихи або скриньки, такі як скринька Веролі, різьблення з твердих каменів, емалі, скла, ювелірні вироби, металеві вироби та фігурний шовк вироблялися у великих кількостях протягом візантійської ери.

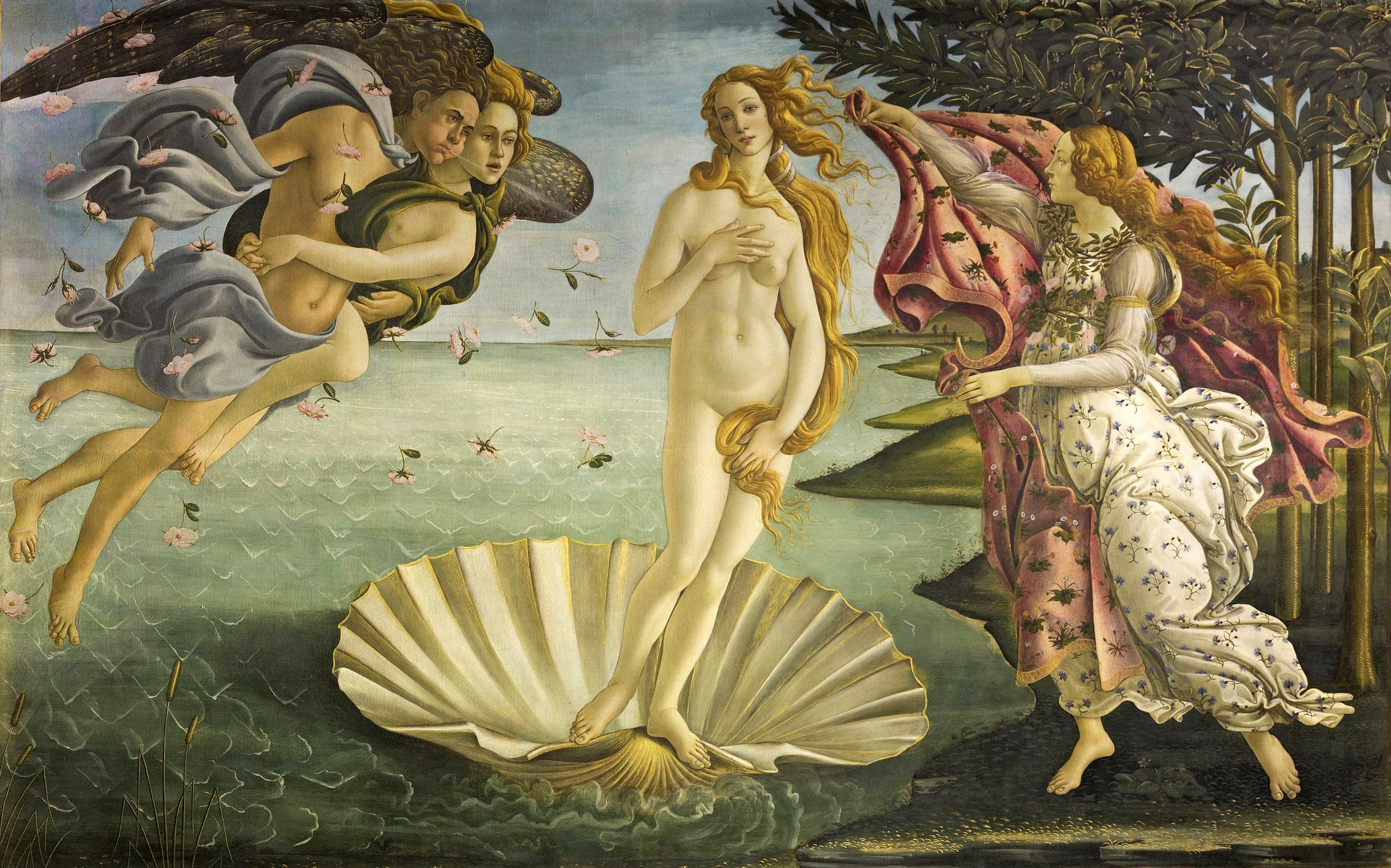
Народження Венери, Сандро Боттічеллі, c. 1485 рік. Зараз у галереї Уффіці, Флоренція, Італія. Приклад мистецтва епохи Відродження.

Мистецтво періоду міграції включає мистецтво німецьких племен на континенті, а також початок виразного острівного мистецтва або мистецтва Гіберно-Саксонського англосаксонського та кельтського синтезу на Британських островах. Він охоплює безліч різних стилів мистецтва, включаючи поліхромний стиль, скіфський та германський стиль тварин. Після християнізації мистецтво періоду міграції перетворилося на різні школи ранньосередньовічного мистецтва в Західній Європі, які зазвичай класифікуються за регіонами, такі як англосаксонське мистецтво та мистецтво Каролінгів, до розвитку стилів романського мистецтва та, нарешті, готичного мистецтва.
Романське мистецтво та готичне мистецтво домінували в Західній та Центральній Європі приблизно з 1000 р. н. е. До піднесення стилю Ренесансу в 15 столітті або пізніше, залежно від регіону. Романський стиль зазнав значного впливу візантійського та острівного мистецтва. Релігійне мистецтво, таке як церковна скульптура та прикрашені рукописи, було особливо помітним. Мистецтво того періоду характеризувалося дуже енергійним стилем як у скульптурі, так і в живописі. Кольори, як правило, були дуже вражаючими і переважно основними. Композиції, як правило, мали невелику глибину і потребували гнучкості, щоб втискати їх у фігури історичних ініціалів, капітелів колон та тимпанів церкви. Фігури часто варіювались за розміром залежно від їх важливості, а пейзажні фони, якщо взагалі їх намагалися малювати, були ближчими до абстрактних декорацій, ніж реалізму.
Готичне мистецтво розвинене з романського мистецтва в північній Франції 12 століття нашої ери, очолюване одночасним розвитком готичної архітектури. Він поширився на всю Західну Європу, а також більшу частину Південної та Центральної Європи. Наприкінці 14 століття склався вишуканий придворний стиль міжнародної готики, який продовжував розвиватися до кінця 15 століття. У багатьох районах, особливо в Англії та Німеччині, мистецтво пізньої готики продовжувалось і до 16 століття. Готичне мистецтво часто мало типологічний характер, демонструючи історії Нового Завіту та Старого Завіту поруч. Часто змальовували життя святих. Образи Діви Марії з візантійської знакової форми перетворилися на більш людяну та ласкаву матір, часто демонструючи витончені манери придворної леді.
Світське мистецтво розвинулося у готичний період поряд із появою буржуазії яка могла дозволити собі протегувати мистецтву та замовляти твори. Зростання грамотности та збільшення кількості світської просторічної літератури спонукали до представлення світських тем у мистецтві. По мірі зростання міст утворювались торгові гільдії, і художники часто повинні були бути членами гільдії живописців - як наслідок, завдяки кращому веденню діловодства, в цей період нам відомо більше імен, ніж в будь-які попередні.

### Мистецтво епохи Відродження

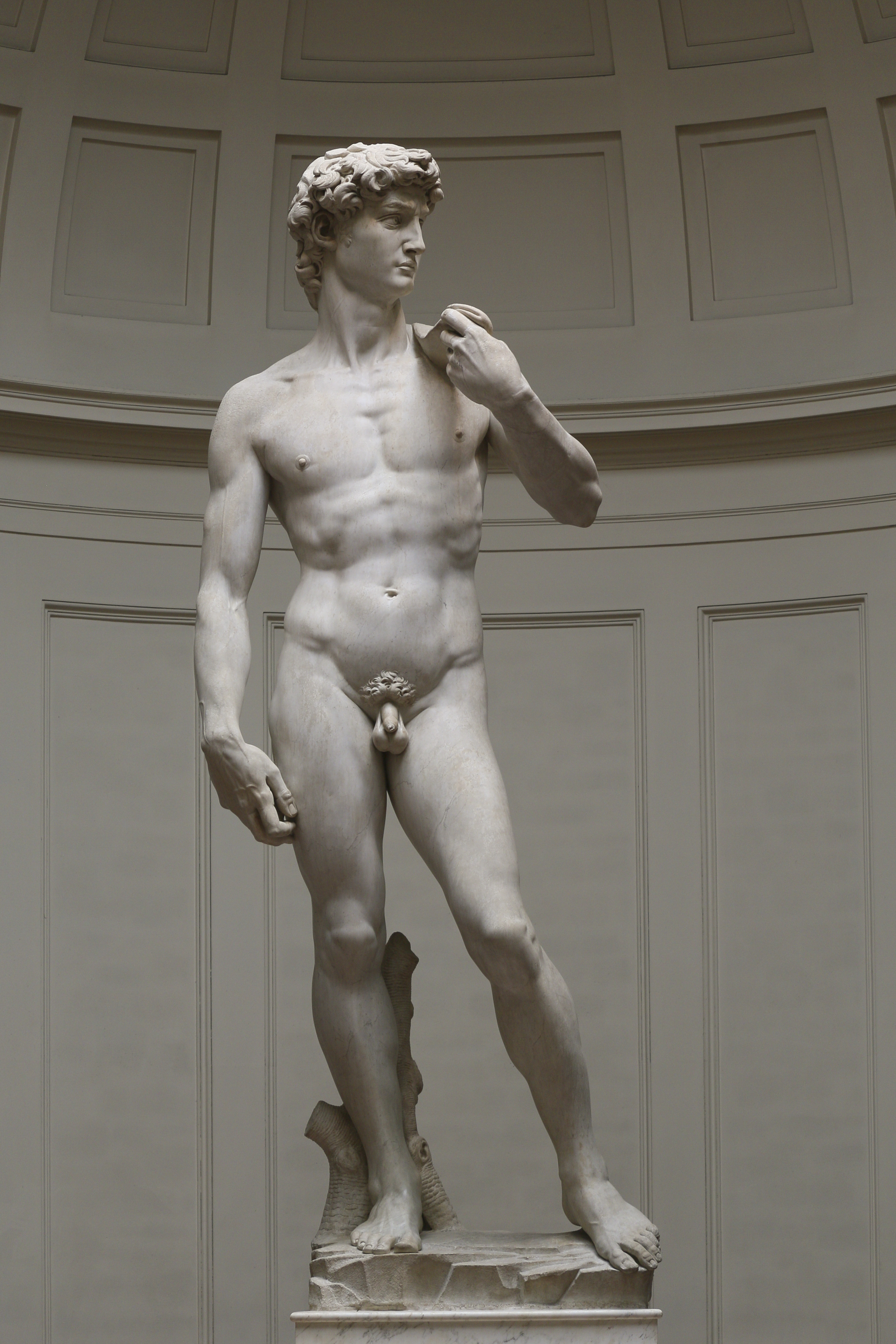
Девід (Мікеланджело)

Мистецтво епохи Відродження виникло як виразний стиль на півночі Італії приблизно з 1420 року, паралельно з розвитком, що відбувся у філософії, літературі, музиці та науці. За основу було взято мистецтво класичної античности, але воно також зазнало впливу мистецтва Північної Європи та сучасних наукових знань. Художники епохи Відродження писали найрізноманітніші теми. Великою популярністю користувались релігійні вівтарі, фрескові цикли та невеликі твори для приватної самовідданости. Художники як в Італії, так і в північній Європі часто зверталися до "Золотої легенди" Якоба де Воражіна (1260), дуже впливової книги з джерел про життя святих, яка вже мала сильний вплив на середньовічних художників. Інтерес до класичної античности та ренесансного гуманізму також призвів до багатьох міфологічних та історичних картин. На декоративний орнамент, який часто використовується в розписних архітектурних елементах, особливо впливали класичні римські мотиви.

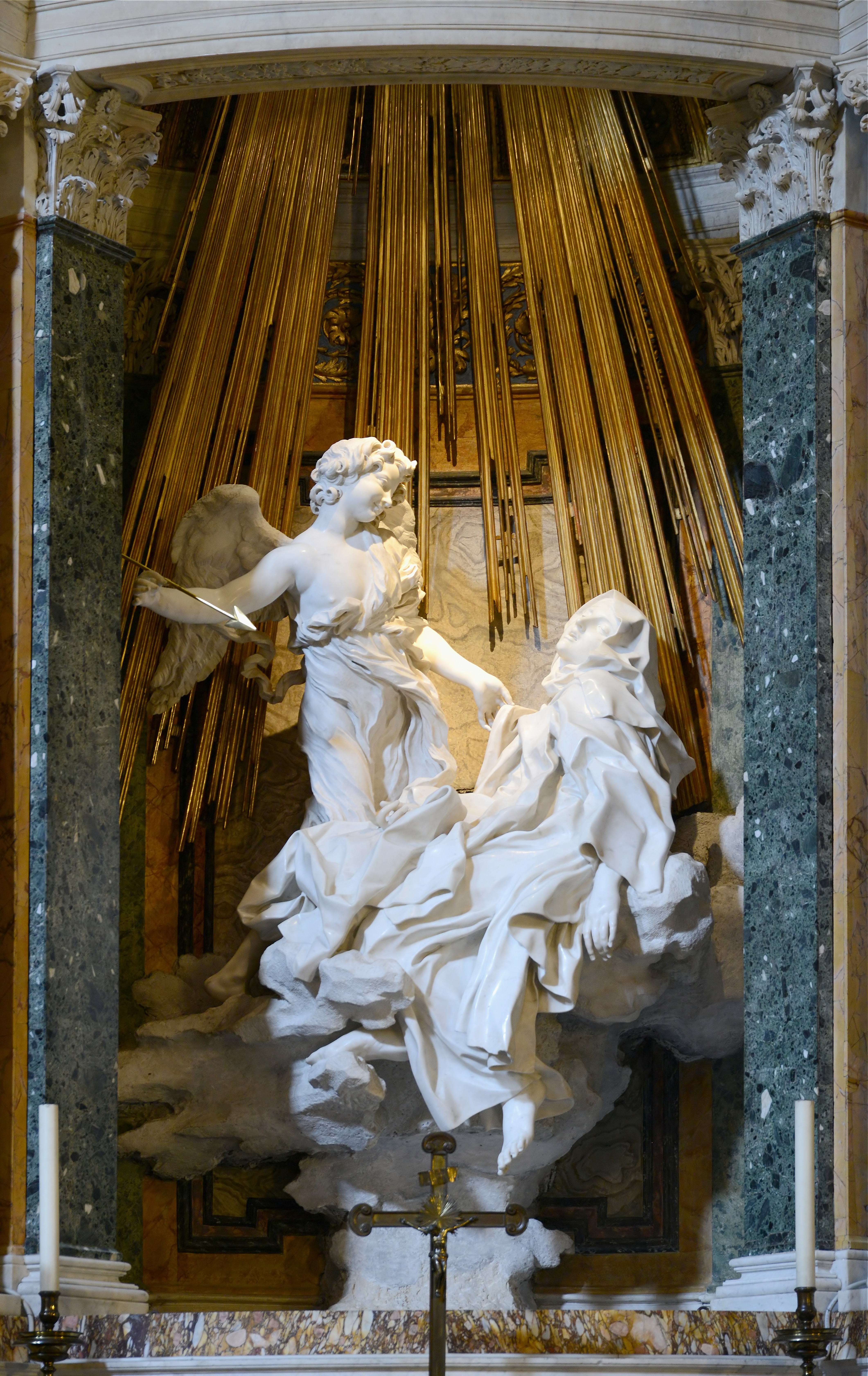
Екстаз святої Терези, Джан Лоренцо Берніні, 1647–52, у Санта-Марія-делла-Вітторія, Рим. Скульптура в стилі бароко.

Танець у Ле Мулен де ла Галет, П'єр-Огюст Ренуар, 1876, полотно, олія, зріст: 131 см, Музей Орсе (Париж).

Прийоми, характерні для мистецтва Відродження, включають використання пропорції та лінійної перспективи ; ракурс, щоб створити ілюзію глибини; sfumato, техніка пом'якшення різких контурів за допомогою тонкого поєднання тонів, щоб надати ілюзію глибини або тривимірности; і світлотінь — ефект використання сильного контрасту між світлом і темрявою, щоб створити ілюзію глибини або тривимірности.

### Маньєризм, бароко та рококо
Класицизм Відродження породив два різні рухи — маньєризм і бароко. Маньєризм, реакція проти ідеалістичної досконалості класицизму, використовував спотворення світла та просторових рамок, щоб підкреслити емоційний зміст картини та емоції живописця. Там, де мистецтво Високого Відродження підкреслює пропорцію, рівновагу та ідеальну красу, маньєризм перебільшує такі якості, часто приводячи до композицій, які є асиметричними або неприродно елегантними. Стиль примітний своєю інтелектуальною вишуканістю, а також своїми штучними (на відміну від натуралістичних) якостями. Це сприяє композиційній напрузі та нестабільности, а не рівновазі та чіткості попередньої епохи Відродження.
На відміну від них, мистецтво бароко підняло репрезентаціоналізм епохи Відродження на нові висоти, підкреслюючи деталі, рух, освітлення та драматизм. Мабуть, найвідомішими художниками бароко є Караваджо, Рембрандт, Пітер Пауль Рубенс та Дієго Веласкес. Мистецтво бароко часто розглядається як частина Контрреформації — відродження духовного життя в Римо-Католицькій Церкві. Релігійні та політичні теми широко досліджуються в художньому контексті бароко, і картини, і скульптури характеризуються сильним елементом драматизму, емоційности та театральности. Мистецтво бароко мало особливо вишуканий і вишуканий характер, часто використовуючи насичені теплі кольори з темними відтінками. Голландський живопис Золотого століття є окремою підмножиною бароко, що веде до розвитку світських жанрів, таких як натюрморт, жанрові картини побутових сцен та пейзажний живопис.
До 18 століття мистецтво бароко переросло у рококо у Франції. Мистецтво рококо було навіть більш складним, ніж бароко, але воно було менш серйозним і більш грайливим. Художній рух більше не робив акцент на політиці та релігії, а натомість зосереджувався на більш світлих темах, таких як романтика, святкування та шанування природи. Більше того, він шукав натхнення в художніх формах та орнаментах Далекосхідної Азії, що призвело до зростання на користь порцелянових статуеток та китайської кухні в цілому. Незабаром рококо впав у немилість, сприйманий багатьма як химерний і поверхневий рух, що підкреслює естетику над значенням.

### Неокласика, романтизм та реалізм
Неокласицизм розпочався у 18 столітті як протилежний рух проти рококо. Він прагнув повернення до простоти, порядку та «пуризму» класичної античності, особливо Давньої Греції та Риму. Неокласицизм був художньою складовою інтелектуального руху, відомого як Просвітництво. Неокласицизм набув поширення в Європі впродовж 18 століття, особливо у Великій Британії. Багато в чому неокласицизм можна розглядати як політичний рух, так і художній та культурний. Неокласичне мистецтво робить акцент на порядку, симетрії та класичній простоті; Загальні теми неокласичного мистецтва включають мужність і війну, як це часто досліджувалось у давньогрецькому та римському мистецтві. Енгр, Канова та Жак-Луї Давид — одні з найвідоміших неокласиків.
Подібно до того, як маньєризм відкидав класицизм, романтизм відкидав естетику неокласицизму, особливо високооб'єктивну та впорядковану природу неокласицизму, віддаючи перевагу більш індивідуальному та емоційному підходу до мистецтва. Акцент робився на природі, особливо коли він прагнув зобразити силу та красу природного світу та емоції. Романтичне мистецтво часто використовувало кольори для того, щоб виразити почуття та емоції. Романтичне мистецтво було натхнене давньогрецьким та римським мистецтвом та міфологією, але також бере значну частину своїх естетичних якостей з медієвізму та готики, а також пізніше міфології та фольклору. Серед найбільших художників-романтиків були Ежен Делакруа, Франсіско Гойя, JMW Тернер, Джон Констебл, Каспар Давид Фрідріх та Вільям Блейк.
У відповідь на ці зміни, спричинені індустріалізацією, виник рух реалізму, який прагнув точно зобразити умови та труднощі бідних в надії змінити суспільство. На відміну від романтизму, який по суті оптимістично ставився до людства, реалізм пропонував суворе бачення бідности та зневіри. Поки романтизм прославляв природу, реалізм зображав життя в надрах міської пустирі. Як і романтизм, реалізм був як літературним, так і художнім рухом. Інші сучасні рухи мали більш історичний характер, наприклад, Братство Прерафаелітів, яке намагалося повернути мистецтву стан його «чистоти» до Рафаеля, і Рух мистецтв і ремесел, який реагував проти знеособлености товарів масового виробництва і виступав за повернення до середньовічного майстерности.

## Музика

### До 1600 року
Ця широка ера охоплює ранню музику, яка зазвичай включає середньовічну музику (500—1400) та музику епохи Відродження (1400—1600), але іноді включає музику бароко (1600—1760).

### Після 1600
Ця епоха включає загальноприйнятий період приблизно з 1600 по 1900 рр., А також модерністський та постмодерністський стилі, що виникли після 1900 р. І тривають донині.

### Сучасна музика
Народна музика : Європа має широкий і різноманітний асортимент корінної музики, що має спільні риси у сільських, мандрівних або морських громадах. Народна музика закладена в неписаній усній традиції, але все частіше транскрибується з XIX століття. Багато композиторів класики використовували народні мелодії, а фолк вплинув на популярну музику в Європі. Дивіться список європейської народної музики.
Популярна музика : Європа також імпортувала багато різних жанрів музики, починаючи від блюзу, джазу, соулу, попу, електроніки, хіп-хопу, R&B та танцю.

## Архітектура

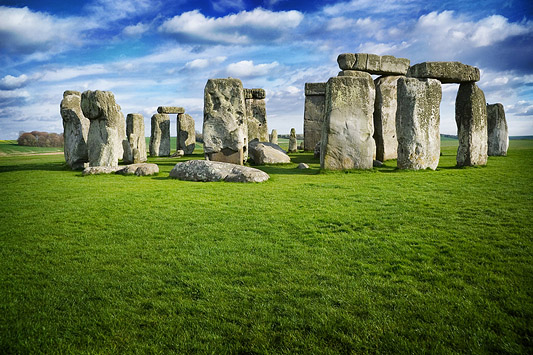
Стоунхендж, Вілтшир, Велика Британія, є однією з найвідоміших у світі мегалітичних споруд.

### Доісторична архітектура
Довгий будинок неоліту був довгим, вузьким дерев'яним житлом, побудованим першими фермерами в Європі, починаючи, принаймні, ще в період з 5000 по 6000 до н. Knap of Howar і Skara Brae, Оркнейські острови, Шотландія, — кам'яно побудовані неолітичні поселення, що датуються 3500 р. до н.е. Мегаліти, знайдені в Європі та Середземномор'ї, також були зведені в період неоліту. Див. Неолітичну архітектуру.

### Давня класична архітектура

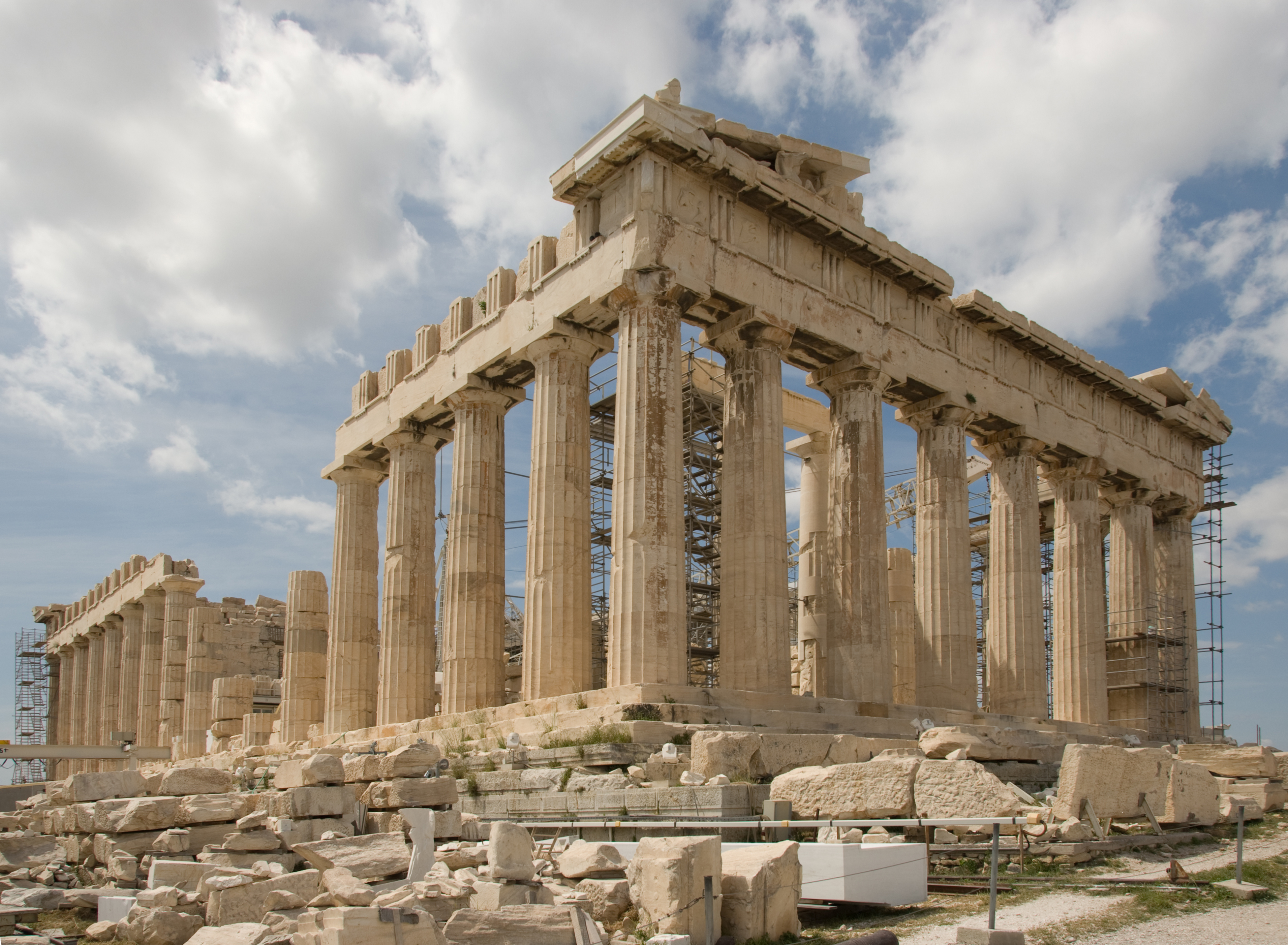
Парфенон, Атени, Греція, є прикладом давньогрецької архітектури.

Давньогрецьку архітектуру виробляли грекомовні люди, культура яких процвітала на материковій частині Греції, Пелопоннесі, Егейських островах та в колоніях в Анатолії та Італії приблизно з 900 р. До н. Е. До 1 століття нашої ери. Давньогрецька архітектура відрізняється своїми формалізованими характеристиками як структури, так і оздоблення. Формальний словниковий запас давньогрецької архітектури, зокрема поділ архітектурного стилю на три визначені порядки: доричний, йонічний і коринфський, мав мати глибокий вплив на західну архітектуру пізніших періодів.

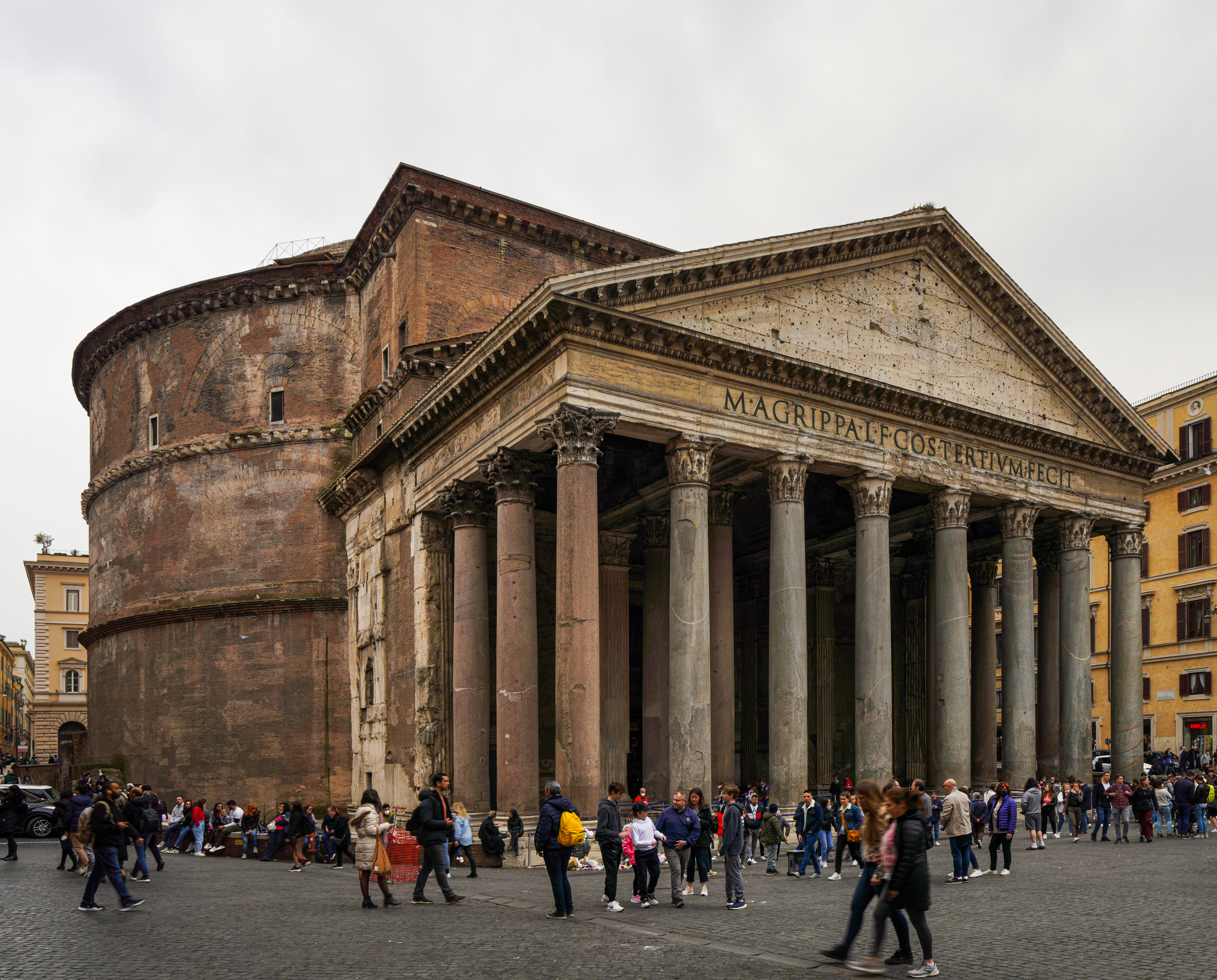
Римський Пантеон, Італія, циліндричний римський храм з портиком

Давньоримська архітектура прийняла зовнішню мову класичної грецької архітектури для цілей давніх римлян, але відрізнялася від грецьких будівель, ставши новим архітектурним стилем. Два стилі часто вважаються одним тілом класичної архітектури. Римська архітектура процвітала в Римській республіці і тим більше за часів Імперії, коли була побудована переважна більшість збережених будівель. Він використовував нові матеріали, зокрема бетон, та новіші технології, такі як арка та купол, для виготовлення будівель, які, як правило, були міцними та добре інженерними. Велика кількість залишається в певній формі по всій імперії, іноді цілісною і все ще використовується.

### Середньовічна архітектура

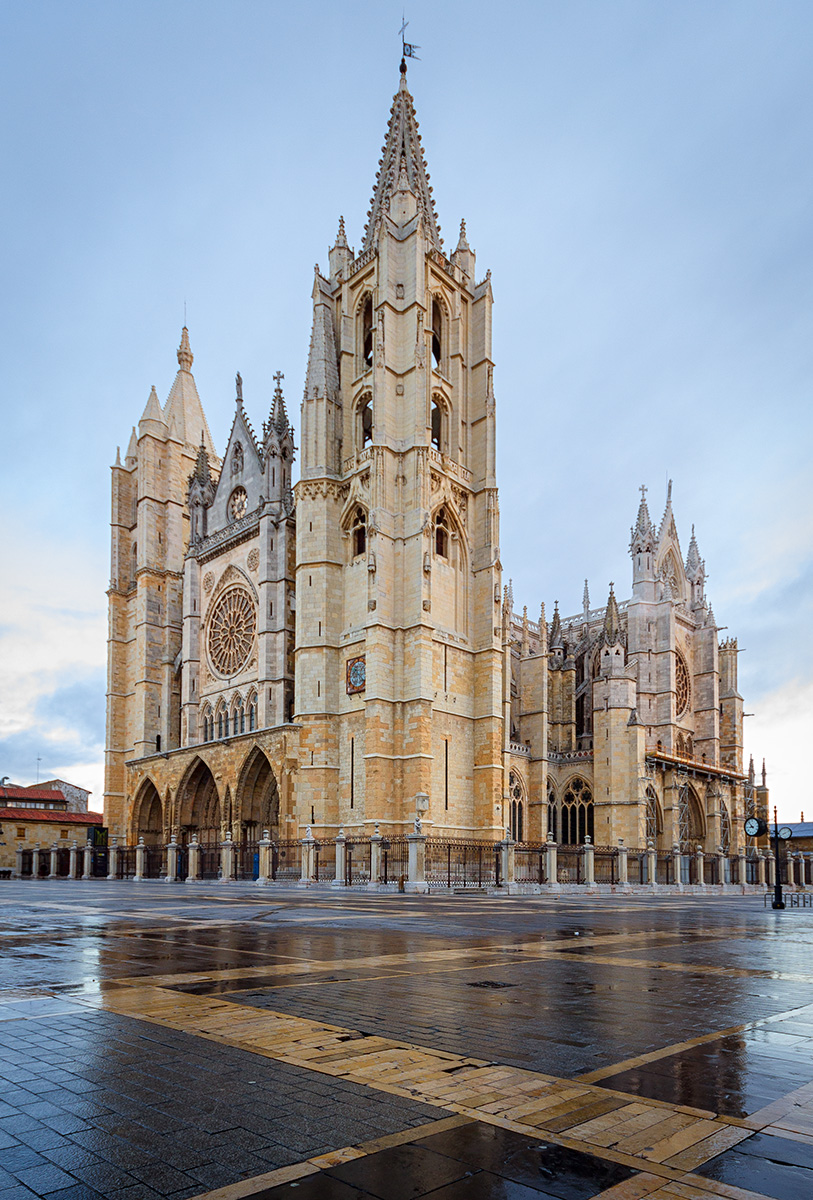
Собор Леона, Кастилія та Леон, Іспанія, побудований у готичному стилі.

Романська архітектура поєднує в собі риси давньоримських та візантійських будівель та інші місцеві традиції. Він відомий своєю масивною якістю, товстими стінами, круглими арками, міцними стовпами, паховими склепіннями, великими вежами та декоративними аркадами. Кожна будівля має чітко визначені форми, часто дуже правильного, симетричного плану; загальний вигляд є простотою, якщо порівнювати з готичними будівлями, які мали слідувати. Стиль можна визначити по всій Європі, незважаючи на регіональні особливості та різні матеріали, і найчастіше його можна зустріти у церквах. Багато прикладів цієї архітектури знайдено поряд з Каміно де Сантьяго.
Готична архітектура процвітала в Європі в епоху Високого та Пізнього Середньовіччя. Він еволюціонував із романської архітектури, і його спадкоємцем стала архітектура Відродження. Готична архітектура, що виникла у 12 столітті у Франції та проіснувала до 16 століття, була відома в цей період як Opus Francigenum («французька робота»), а термін «готика» вперше з'явився в пізнішій частині Відродження. Його характеристики включають загострену арку, ребристе склепіння (яке вилилося із спільних склепінь романської архітектури) та літаючий контрфорс. Готична архітектура найбільш відома як архітектура багатьох великих соборів, абатств та церков Європи.

### Ренесанс та неокласична архітектура

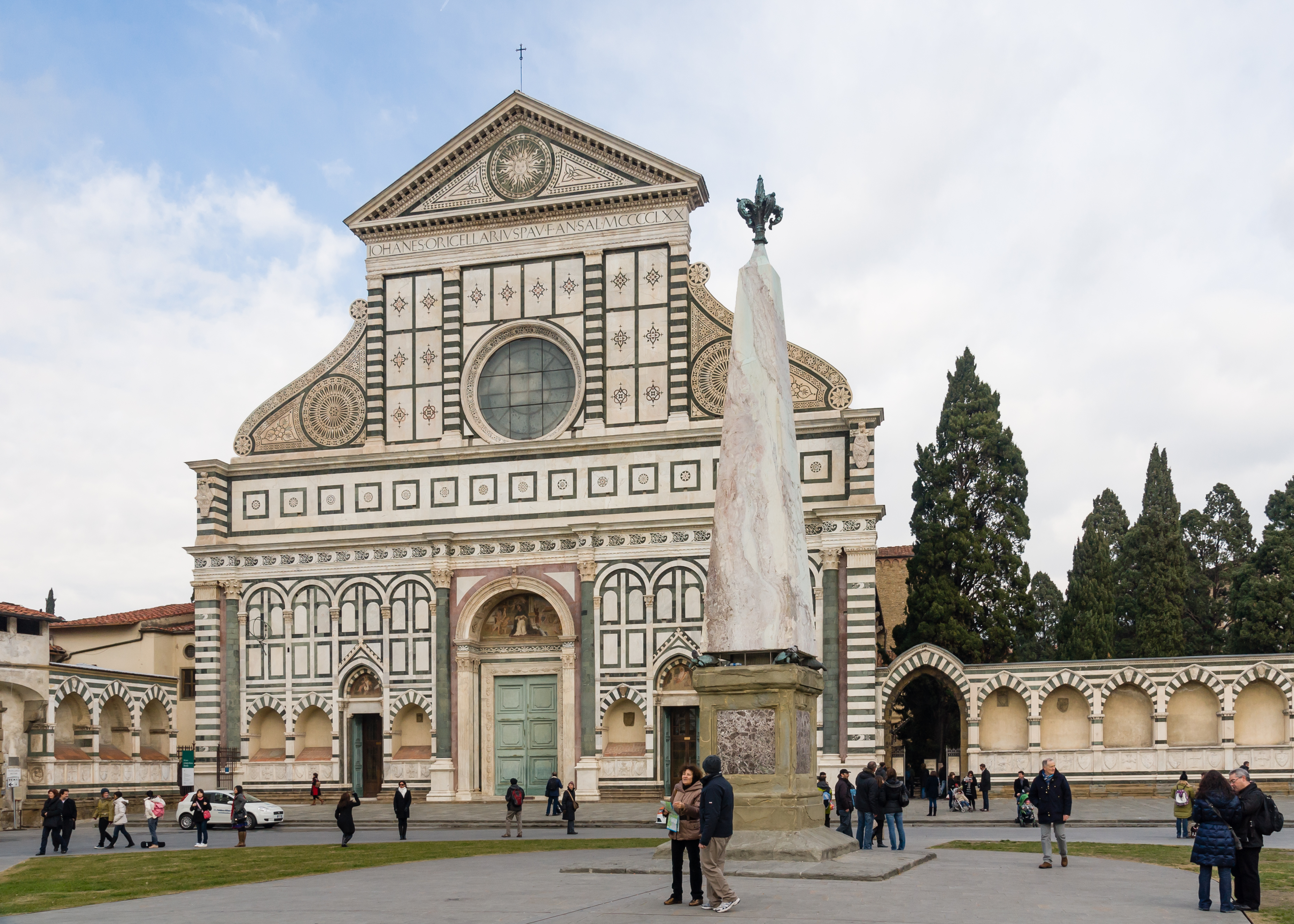
Санта-Марія-Новелла, Флоренція, Італія, приклад архітектури Відродження.

Архітектура епохи Відродження розпочалася на початку XIV і тривала до початку XVII століття. Це демонструє свідоме відродження та розвиток деяких елементів давньогрецької та римської архітектурної думки та матеріальної культури, зокрема симетрії, пропорції, геометрії та регулярности частин античних будівель. Спочатку розроблений у Флоренції, а Філіппо Брунеллескі як один з його новаторів, стиль Ренесансу швидко поширився на інші італійські міста. Стиль переносився у Францію, Німеччину, Англію, Росію та інші частини Європи в різні дати та з різним ступенем впливу
Палладіанська архітектура була виведена і натхненна проєктами італійського архітектора епохи Відродження Андреа Палладіо (1508—1580). Робота Палладіо сильно спиралася на симетрію, перспективу та цінности офіційної класичної храмової архітектури давніх греків та римлян. З XVII століття інтерпретація Палладіо цієї класичної архітектури була адаптована як стиль, відомий як палладіанство. Він продовжував розвиватися до кінця 18 століття і продовжував користуватися популярністю в Європі протягом 19-го та початку 20-го століть, де його часто застосовували при проєктуванні громадських та муніципальних будівель.

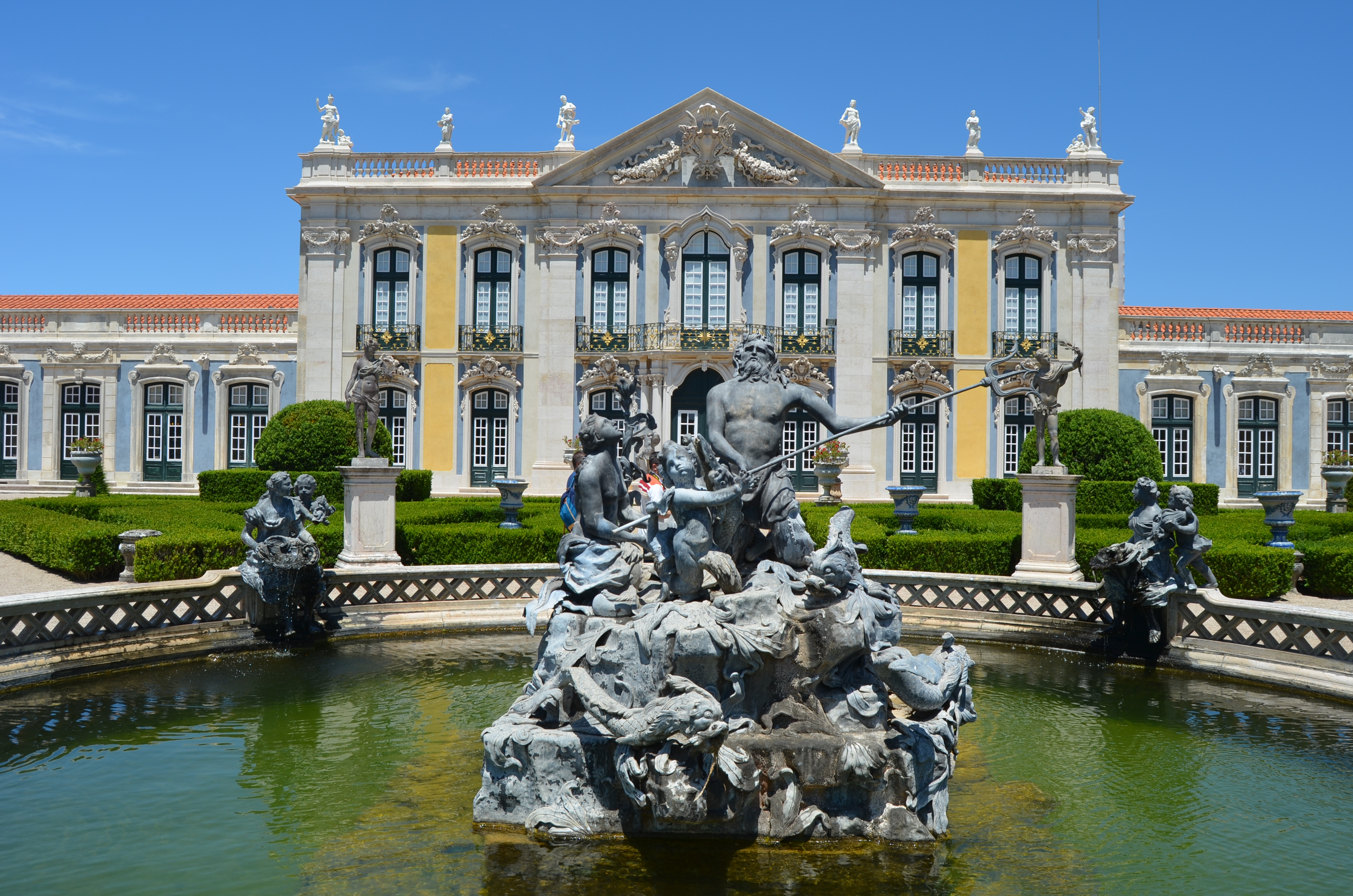
Палац Келуз, округ Лісабон, Португалія, приклад архітектури бароко.

Архітектура бароко почалася в Італії 16 століття. Він взяв римський словник архітектури Відродження і використав його по-новому риторично-театрально. Спочатку, принаймні, це було безпосередньо пов'язано з Контрреформацією — рухом всередині Католицької Церкви за реформування у відповідь на протестантську Реформацію. Бароко характеризувалося новими дослідженнями форми, світла і тіні та більш вільною обробкою класичних елементів. Своїх крайніх форм він досяг у стилі рококо.

### Архітектура 19 століття

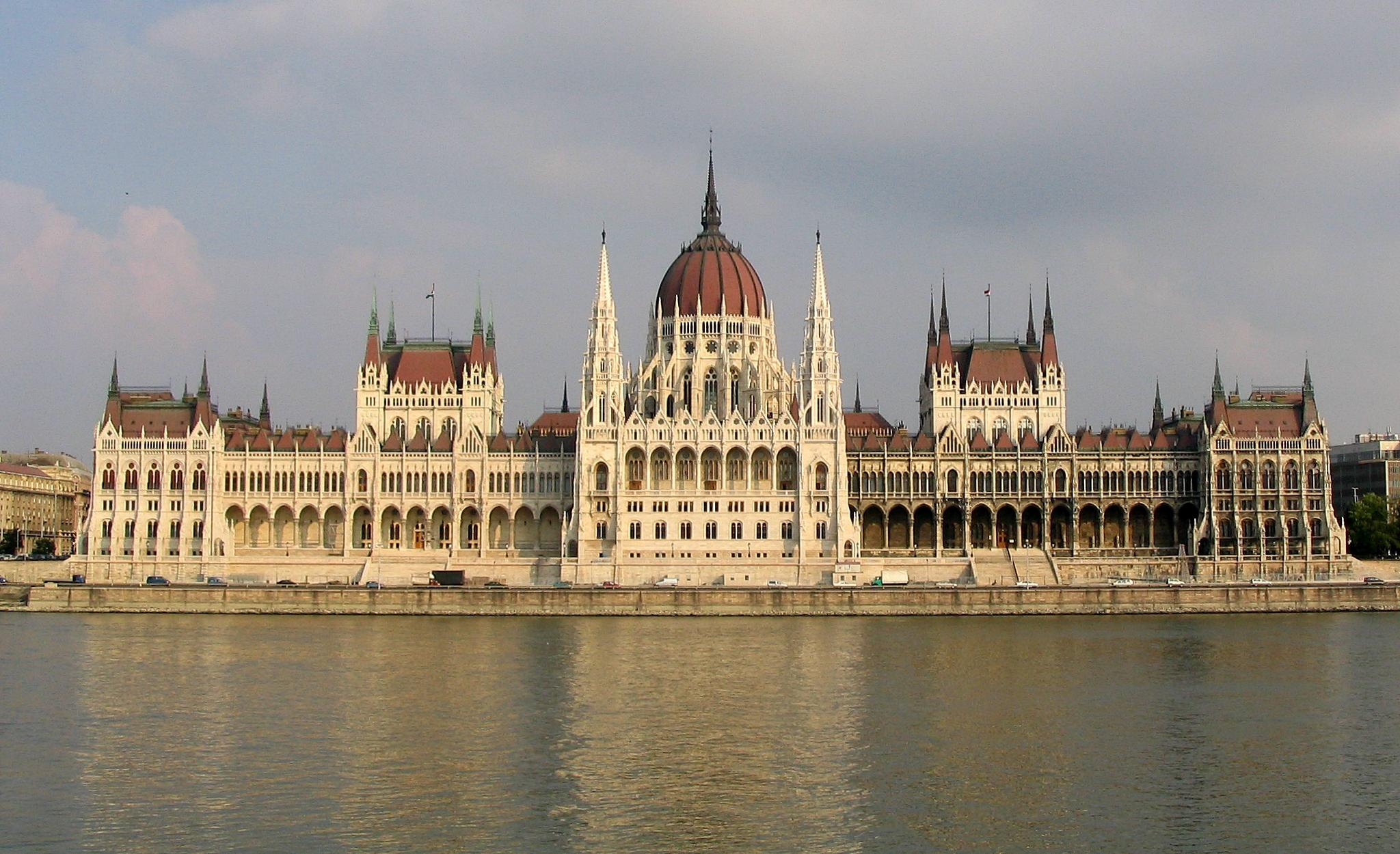
Будинок угорського парламенту в Будапешті, приклад архітектури готичного відродження.

Відродження було характерною рисою європейської архітектури XIX століття. Відродження стилів романського, готичного, ренесансного та бароко відбулося разом із відродженням класичного стилю. Також були відроджені регіональні стилі, такі як англійський тудор, а також неєвропейські стилі, такі як китайський (Chinoiserie) та єгипетський. Ці відродження часто використовували елементи оригінального стилю більш вільно, ніж оригінальні приклади, іноді запозичуючи відразу кілька стилів. Наприклад, у замку Альнік, готичні елементи відродження були додані до зовнішнього вигляду оригінального середньовічного замку, тоді як інтер'єри були оформлені в стилі ренесансу.
Архітектура модерну була реакцією на еклектичні стилі, які домінували в європейській архітектурі у другій половині 19 століття. Це було виражено через оздоблення. Будівлі були вкриті орнаментом у криволінійних формах на основі квітів, рослин або тварин: метеликів, павичів, лебедів, ірисів, цикламен, орхідей та водяних лілій. Фасади були асиметричними та часто оздобленими поліхромною керамічною плиткою. Прикраса зазвичай пропонувала рух; не було різниці між структурою та орнаментом.

### ХХ століття та сучасна архітектура
Архітектура в стилі ар-деко розпочалась у Брюсселі у 1903—444 роках. Ранні будівлі мали чіткі лінії, прямокутні форми та не мали прикрас на фасадах; вони відзначили чистий розрив із стилем модерн. Після Першої світової війни у великих містах Європи та США почали з'являтися будівлі в стилі арт-деко зі сталі та залізобетону. Будинки стали більш оздобленими, а інтер'єри надзвичайно барвистими та динамічними, поєднуючи скульптуру, фрески та вишуканий геометричний дизайн з мармуру, скла, кераміки та нержавіючої сталі.
Модерністська архітектура — це термін, що застосовується до групи архітектурних стилів, що виникли в першій половині 20 століття та стали домінуючими після Другої світової війни. Він базувався на нових технологіях будівництва, зокрема на використанні скла, сталі та залізобетону ; і на відмову від традиційної неокласичної архітектури та стилів витончених мистецтв, які були популярні в 19 столітті. Модерністська архітектура продовжувала залишатися домінуючим архітектурним стилем для інституційних та корпоративних будівель у 1980-х роках, коли їй кинув виклик постмодернізм.

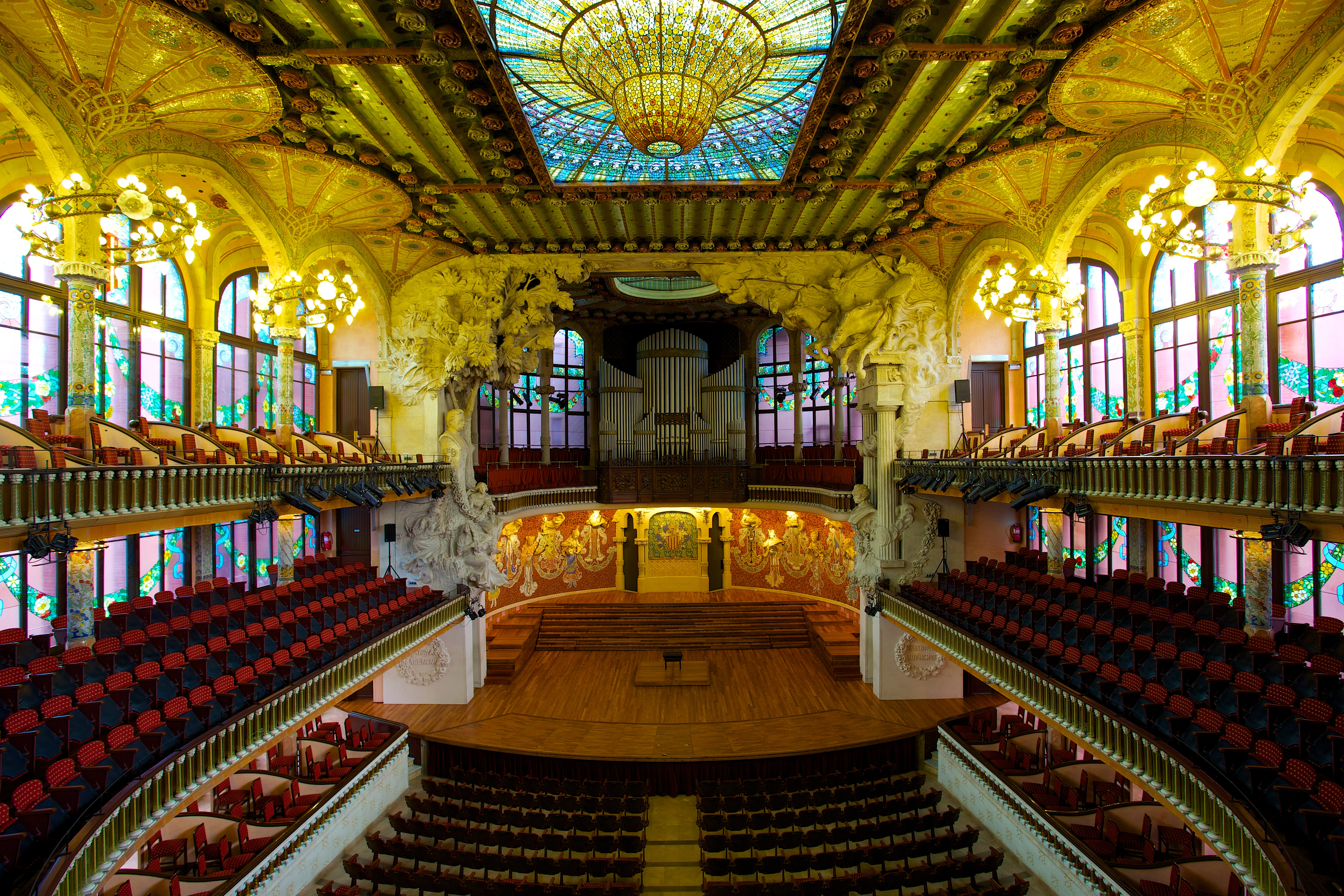
Палау-де-ла-Музика Каталана, Барселона, Іспанія, будівля модерну.

Експресіоністська архітектура — це форма сучасної архітектури, яка розпочалася протягом перших десятиліть 20 століття, паралельно експресіоністичному візуальному та виконавському мистецтву, яке особливо розвивалось і домінувало в Німеччині. У 50-х роках розвинувся другий рух експресіоністської архітектури, започаткований каплицею Роншампа Нотр-Дам-дю-О (1950—1955) Ле Корбюзьє. Стиль був індивідуалістичним, але тенденції включають спотворення форми для емоційного ефекту, зусилля для досягнення нового, оригінального та візіонерського, а також концепцію архітектури як витвору мистецтва.
Постмодерна архітектура виникла в 1960-х роках як реакція проти строгості, офіційности та відсутности різноманітности сучасної архітектури, особливо в міжнародному стилі, який виступають Ле Корбюзьє та Людвіг Міс ван дер Рое. Охоплений спочатку в США, він поширився в Європі. На відміну від модерністських будівель, постмодерні будівлі мають вигнуті форми, декоративні елементи, асиметрію, яскраві кольори та особливості, часто запозичені з більш ранніх періодів. Кольори та фактури, не пов'язані зі структурою функцій будівлі. Відкидаючи «пуританізм» модернізму, він закликав повернутися до орнаменту та накопичити цитати та колажі, запозичені з минулих стилів. Він вільно запозичував класичну архітектуру, рококо, неокласичну архітектуру, віденську сецесію, британський рух декоративно-прикладного мистецтва, німецький Jugendstil.
Деконструктивістська архітектура — це рух постмодерної архітектури, що з'явився у 1980-х роках, що створює враження роздроблености побудованої будівлі. Характеризується відсутністю гармонії, безперервности або симетрії. Його назва походить від ідеї «Деконструкції», форми семіотичного аналізу, розробленої французьким філософом Жаком Деррідою. Окрім фрагментації, деконструктивізм часто маніпулює шкірою поверхні конструкції та створює за допомогою непрямолінійних форм, які, здається, спотворюють та зміщують елементи архітектури. Готовий візуальний вигляд характеризується непередбачуваністю та контрольованим хаосом.

## Література

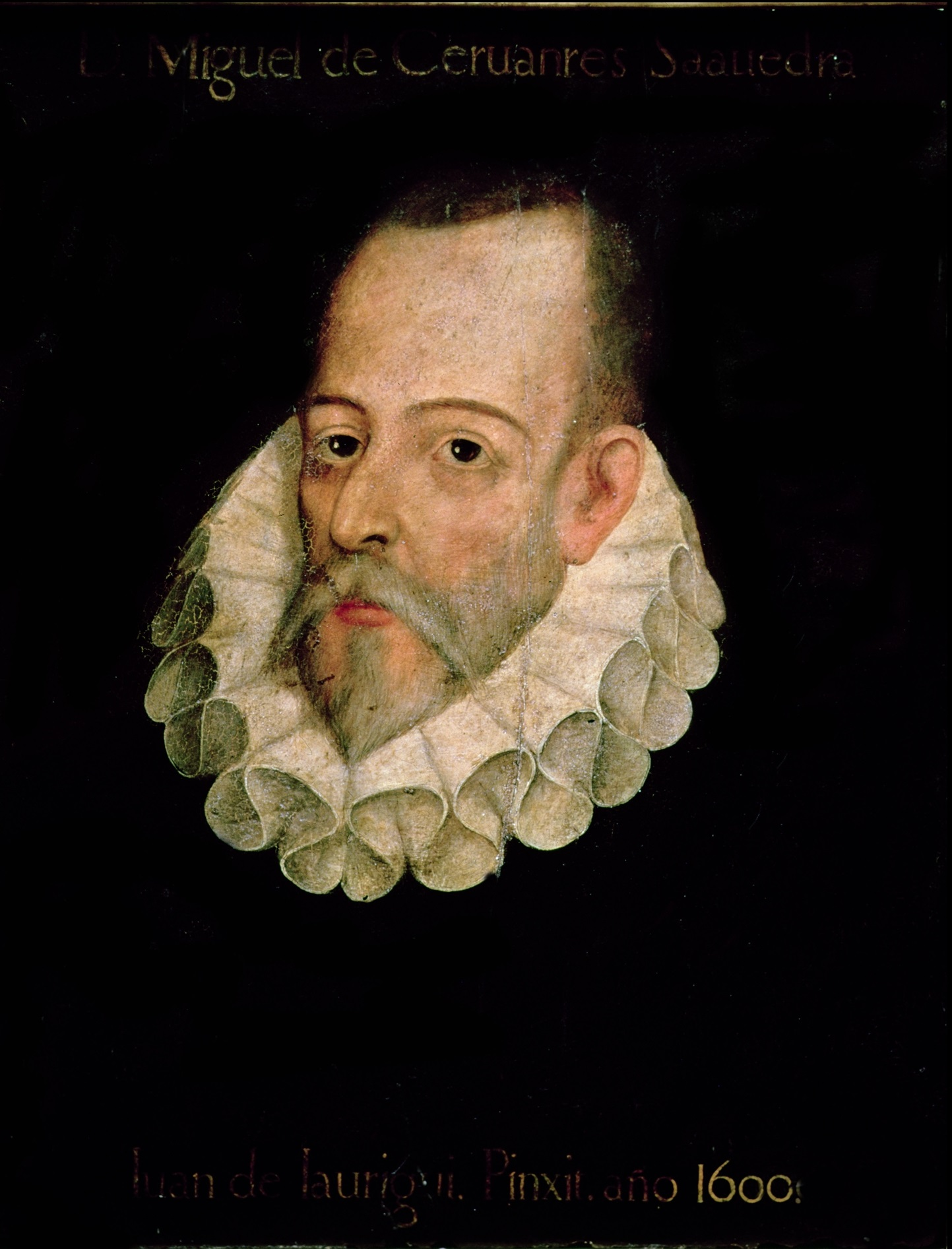
Іспанський письменник Дон Кіхота Мігель де Сервантес

### Література епохи Відродження

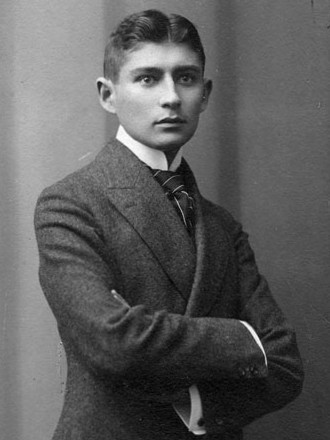
Богемський письменник Франц Кафка

## Фільм
28 грудня 1895 року Антуан Люм'єр здійснив першу проєкцію з кінематографом у Парижі. У 1897 році Жорж Мельєс заснував першу кіностудію на даху в Монтрей, недалеко від Парижа. Серед відомих європейських кінорухів є німецький експресіонізм, італійський неореалізм, французька Нова хвиля, польська кіношкола, нове німецьке кіно, португальське кіно Novo, Movida Madrileña, чехословацька нова хвиля, Dogme 95, Нова французька крайність та Румунська нова хвиля.

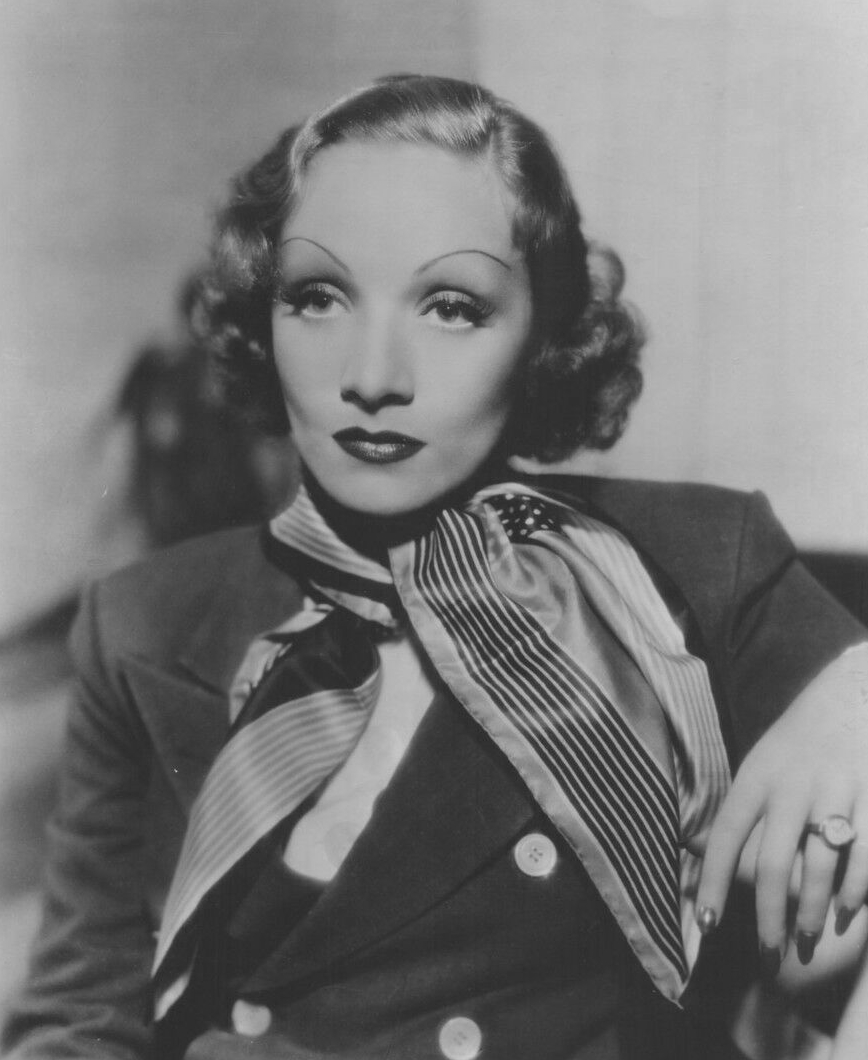
Марлен Дітріх
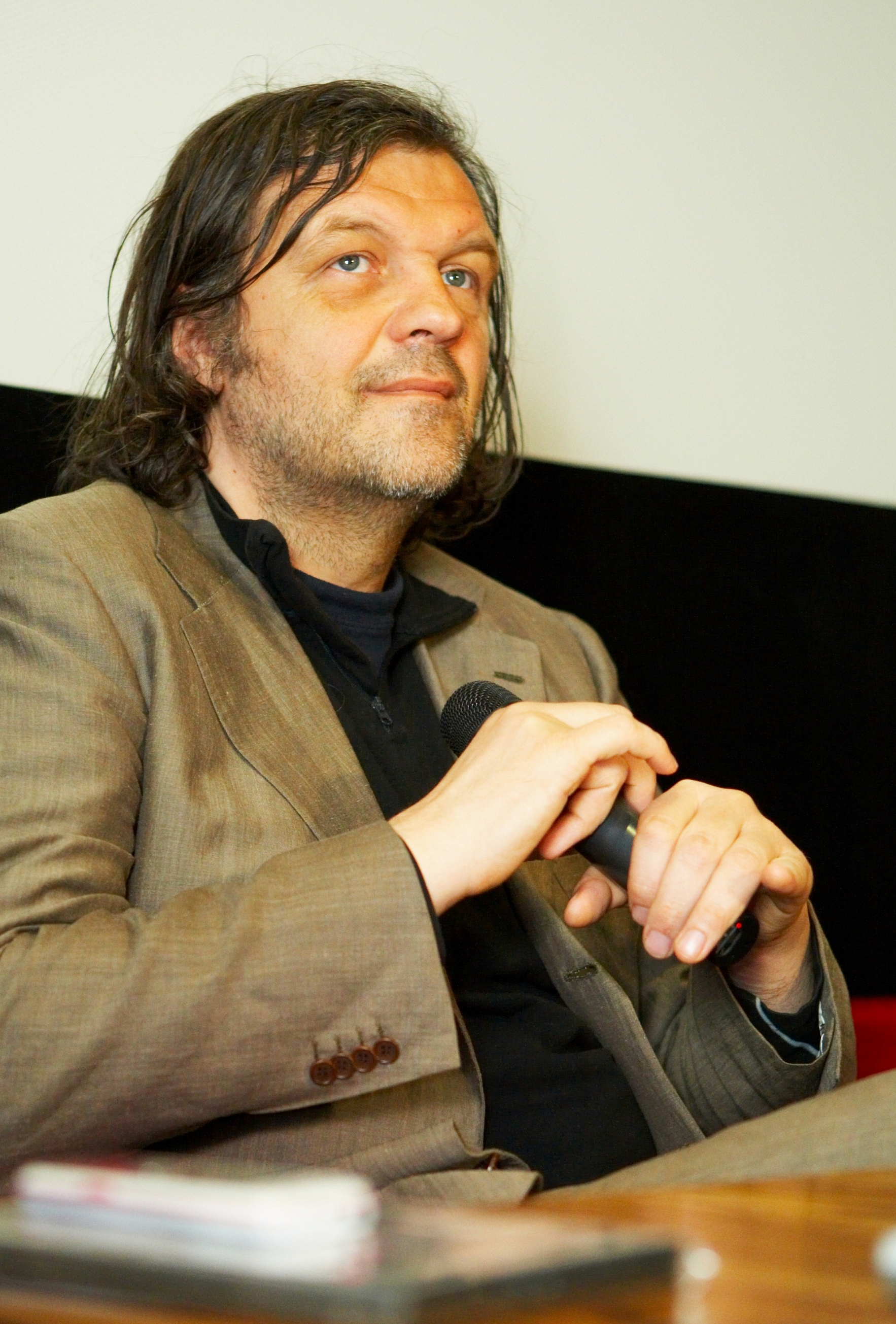
Емір Кустуріца
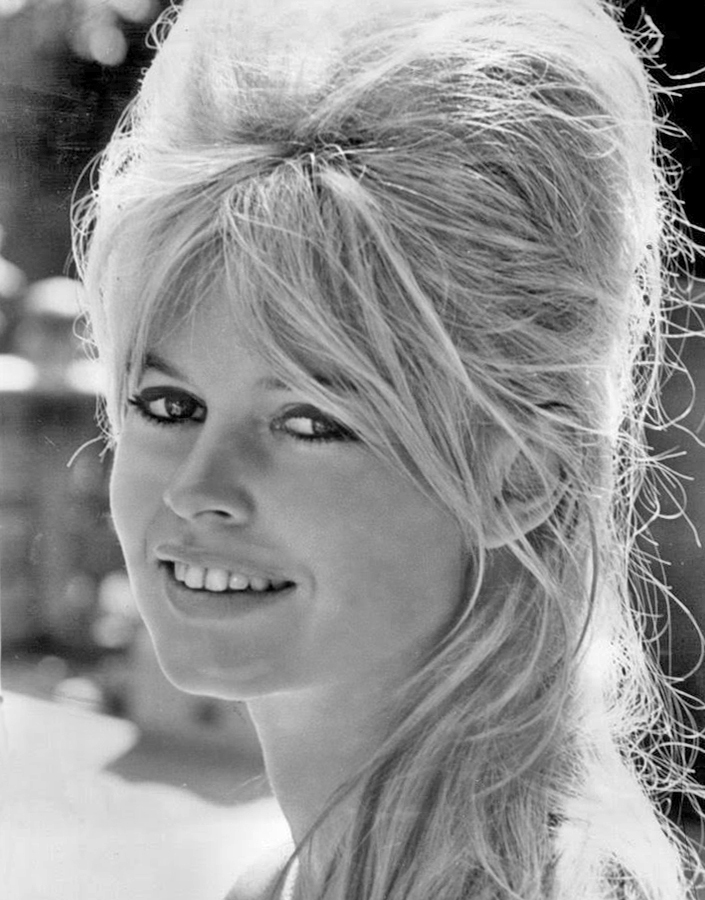
Бріжіт Бардо
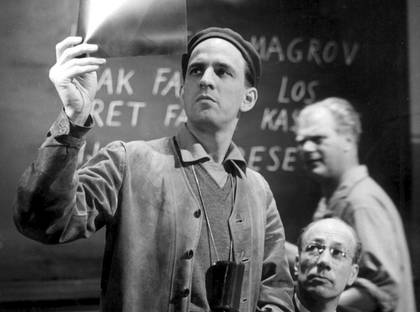
Інгмар Бергман, перший президент Європейської кіноакадемії
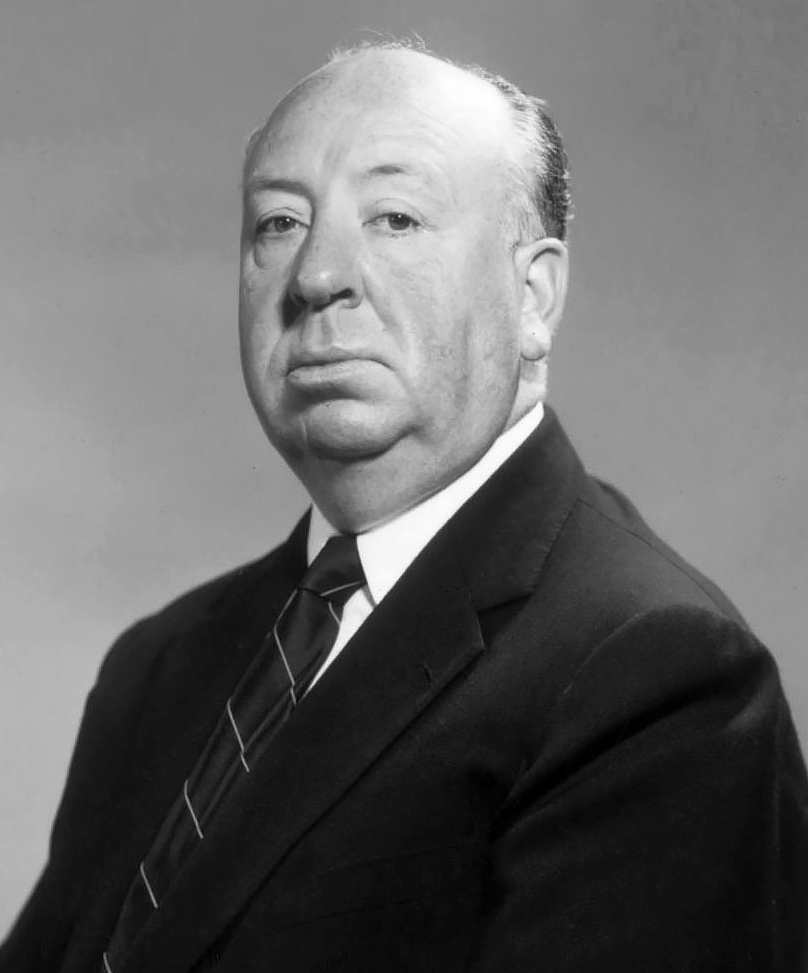
Сер Альфред Хічкок
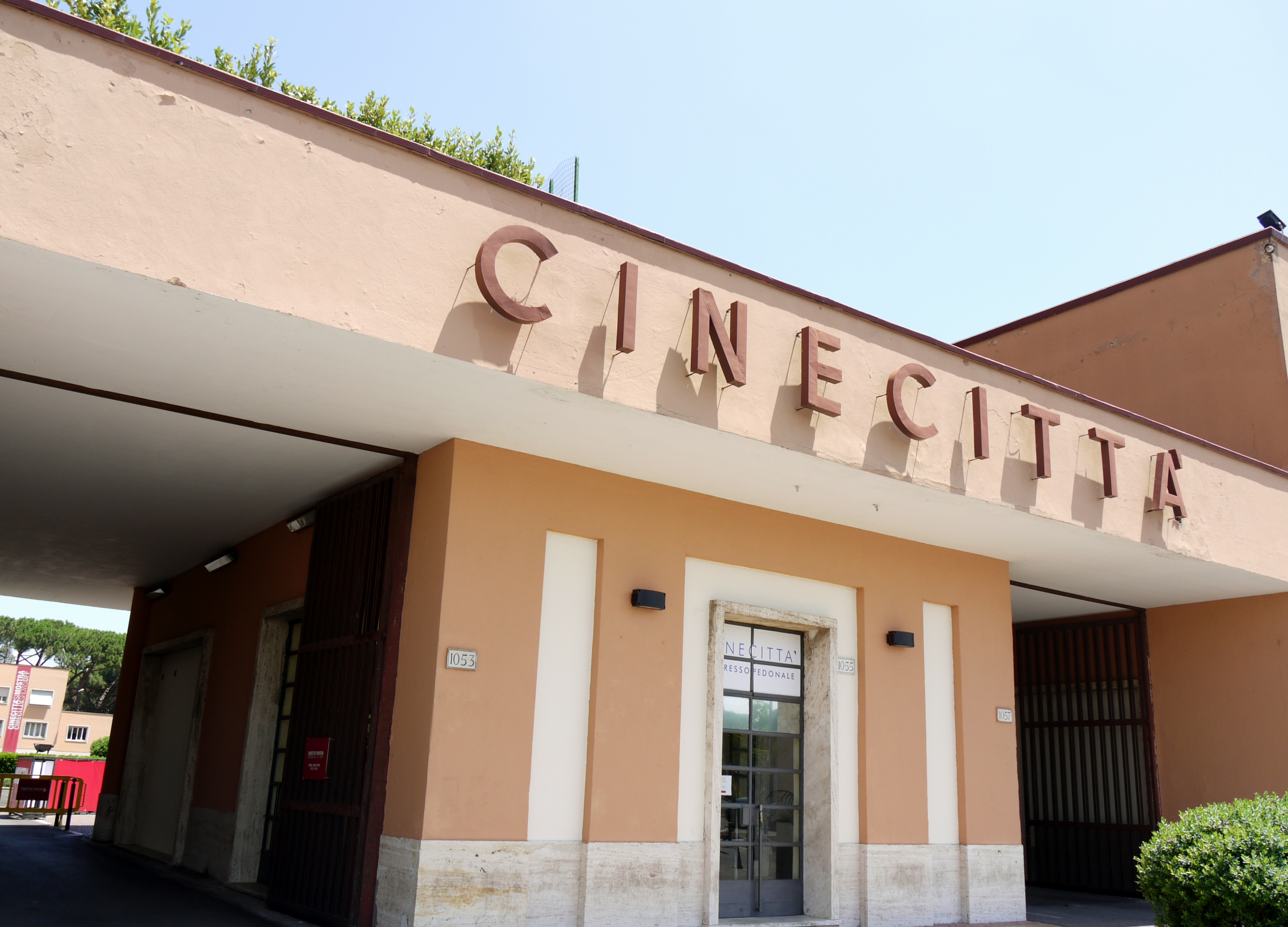
Кіностудії Cinecittà

Кінотеатр Європи має власні нагороди — European Film Awards. Основні фестивалі : Каннський кінофестиваль (Франція), Берлінський міжнародний кінофестиваль (Німеччина). Венеціанський кінофестиваль (Італія) або Mostra Internazionale d'Arte Cinematografica di Venezia — це найстаріший кінофестиваль у світі. 2 лютого 2000 року Філіп Бінант здійснив першу в Європі цифрову кінопроєкцію.

## Наука

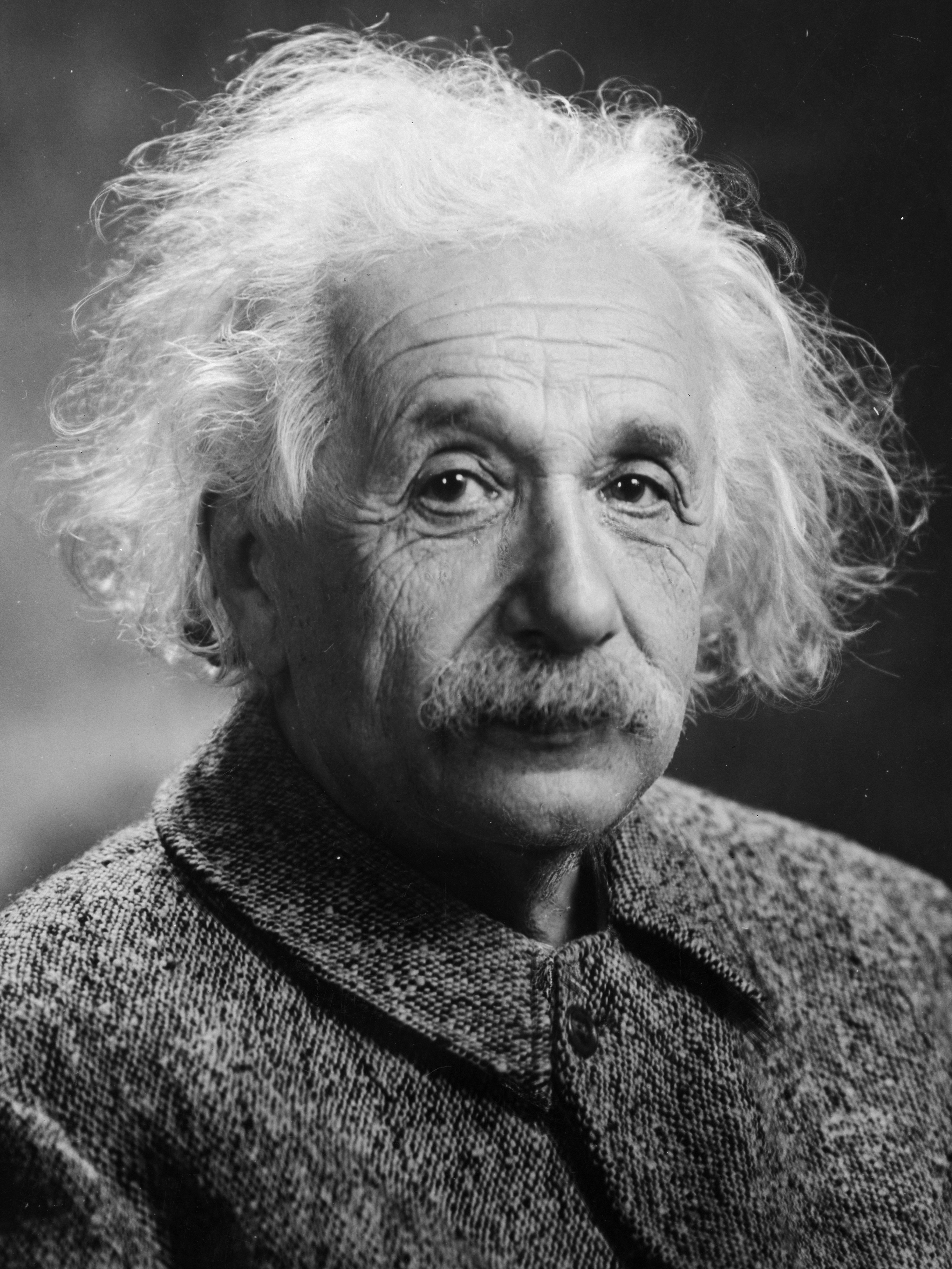
Фізик і розробник теорії відносности Альберт Ейнштейн

### Середньовічна наука
Див.: посткласична наука

### Наука Відродження

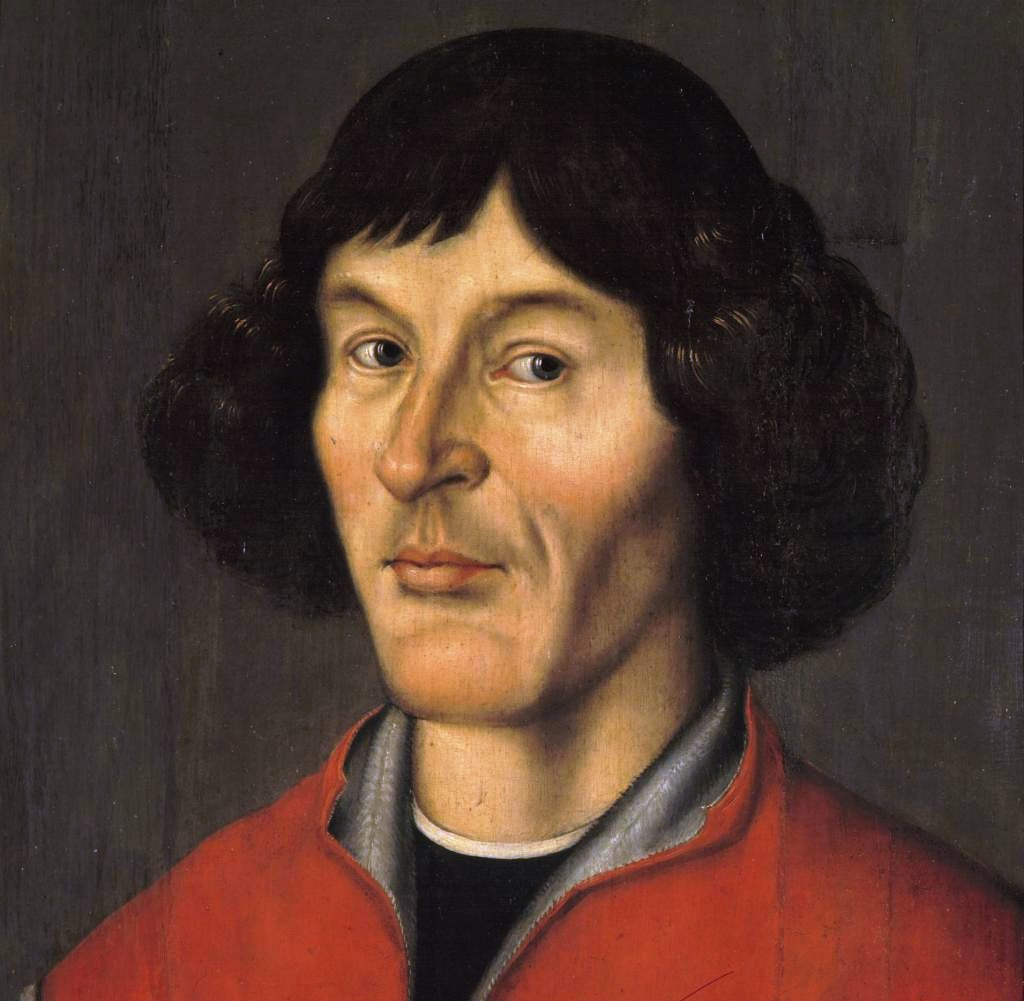
Математик і астроном епохи Ренесанса Микола Коперник

Див.: Історія науки в епоху Відродження

### Рання сучасна наука
Див.: Наукова революція, Наука в епоху Просвітництва та Романтизм у науці

### Сучасна наука
Див.: Наука і технологія в Європі

## Філософія

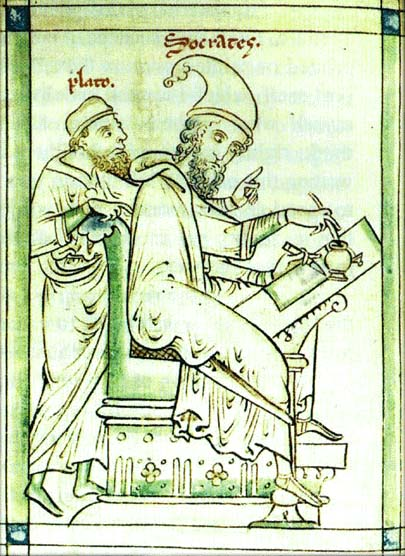
Твори, що зображують філософів Сократа та Платона в класичний період

Європейська філософія є переважним напрямком філософії у всьому світі і є центральною для філософських досліджень в Америці та більшості інших частин світу, які потрапили під її вплив. Грецькі школи філософії в античности є основою філософського дискурсу, який поширюється і сьогодні. Християнська думка мала величезний вплив на багато областей європейської філософії (як і європейська філософія на християнську думку), іноді як реакція. У Європі теоретизували багато політичних ідеологій, таких як капіталізм, комунізм, фашизм, соціалізм чи анархізм.

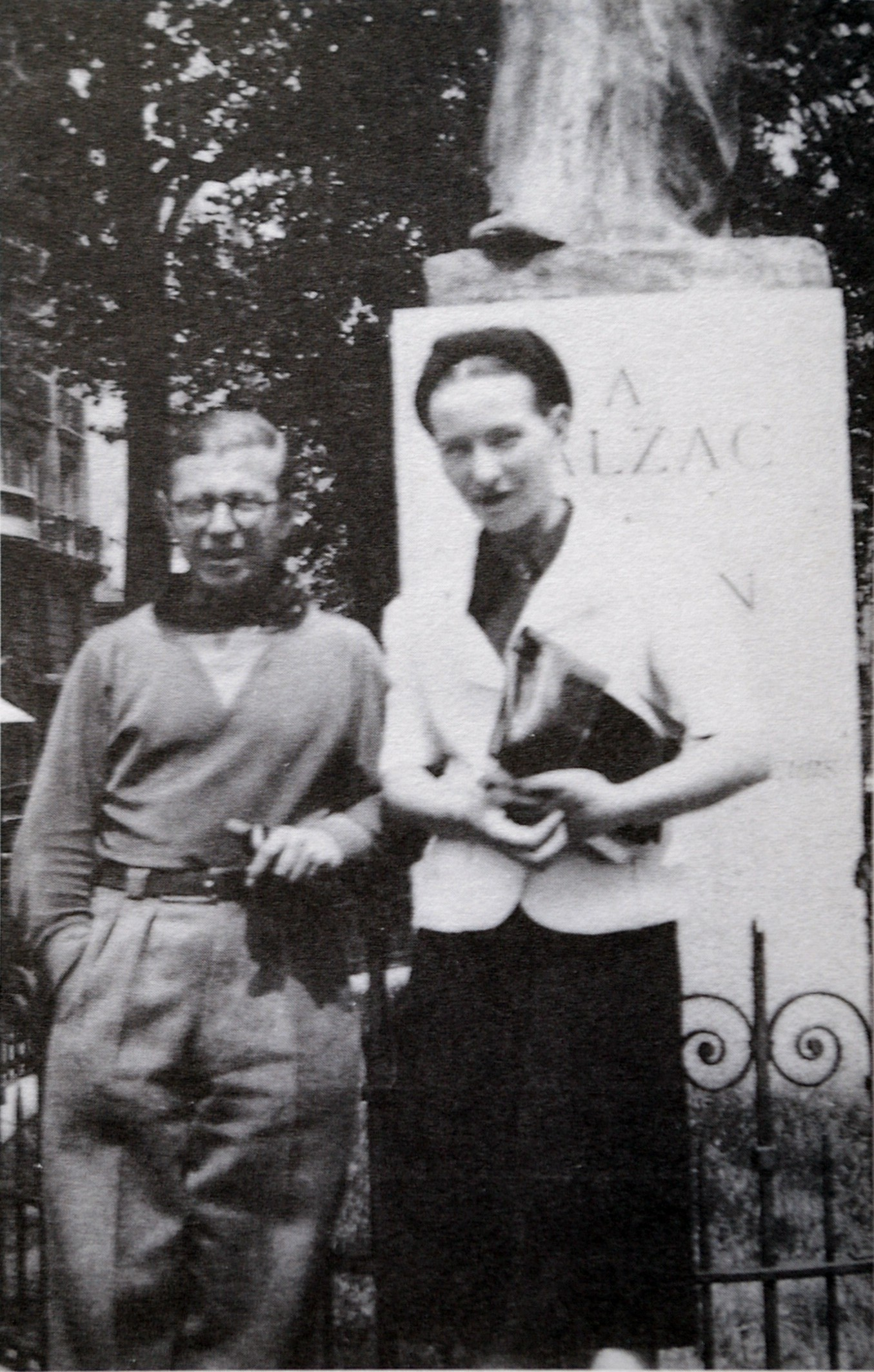
Жан-Поль Сартр та Сімона де Бовуар біля меморіалу Бальзака

### Класичний
Див.: Антична філософія

### Середньовічний
Див.: Середньовічна філософія

### Відродження
Див.: Філософія Відродження

### Сучасна
Див.: Епоха Просвітництва.

## Релігія

### Огляд
Християнство було домінуючою релігією, що формує європейську культуру, принаймні протягом останніх 1700 років. Сучасна філософська думка дуже сильно зазнала впливу таких християнських філософів, як Св. Фома Аквінський та Еразм. І протягом більшої частини своєї історії Європа була майже рівнозначною християнській культурі християнська культура була переважною силою західної цивілізації, керуючи курсом філософії, мистецтва та науки.
Поняття «Європа та Західний світ» було тісно пов'язане з поняттям «християнство та християнство», багато хто навіть приписують християнство як зв'язок, що створив єдину європейську ідентичність.

### Християнство
Християнство є найбільшою релігією в Європі, де 76,2 % європейців вважають себе християнами в 2010 р. Оскільки католики 2010 р. Були найбільшою християнською групою в Європі, на них припадало понад 48 % європейських християн. Другою за чисельністю християнською групою в Європі були православні, які складали 32 % європейських християн. Близько 19 % європейських християн були частиною протестантської традиції. За кількістю населення Росія є найбільшою християнською країною в Європі, за нею йдуть Німеччина та Італія. У 2012 році Європа становила в абсолютних величинах найбільше у світі християнське населення.

#### Протестантизм
Див.: Протестантська реформація

### Інші релігії
Див.: Індуїзм за країнами

### Атеїзм
Див.: Релігія в Європі

## Кухня
Кухні європейських країн самі по собі різноманітні, хоча є загальні характеристики, які відрізняють європейську кухню від кухонь азійських країн та інших. Наприклад, у порівнянні з традиційними стравами азійських країн, м'ясо є більш помітним і суттєвим за розміром. Стейк, зокрема, є загальноприйнятою стравою в Європі. Європейські кухні також роблять значний наголос на соусах як приправах, приправах або супроводі (частково через труднощі приправ, які проникають через часто більші шматки м'яса, що використовуються в європейській кулінарії). Молочні продукти часто використовуються в процесі приготування їжі. Хліб із пшеничного борошна здавна був найпоширенішим джерелом крохмалю в цій кухні, поряд з макаронами, пельменями та тістечками, хоча картопля стала основною рослиною крохмалю в харчуванні європейців та їх діаспори з часу європейської колонізації Америки.

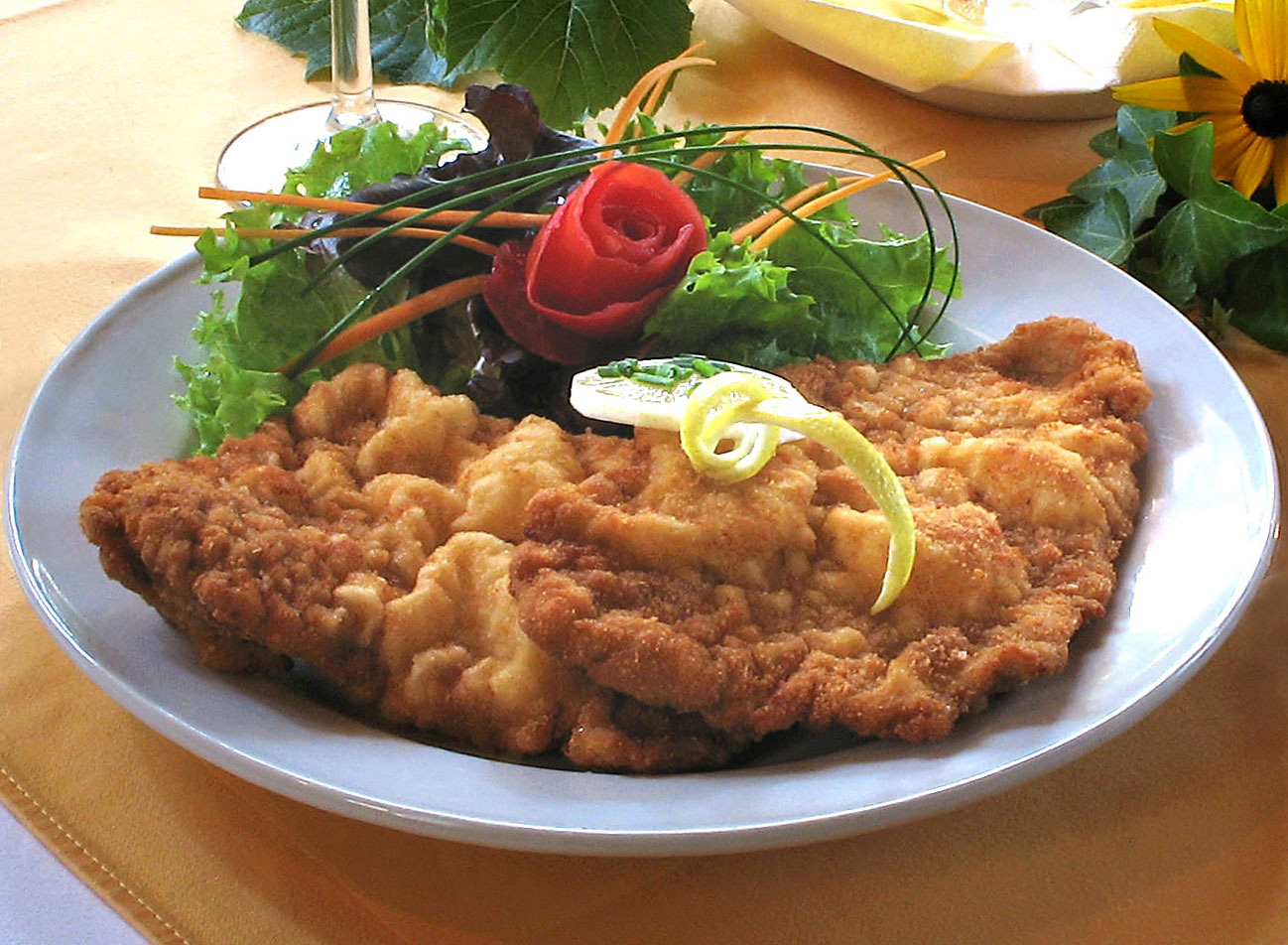
Austrian Wiener Schnitzel
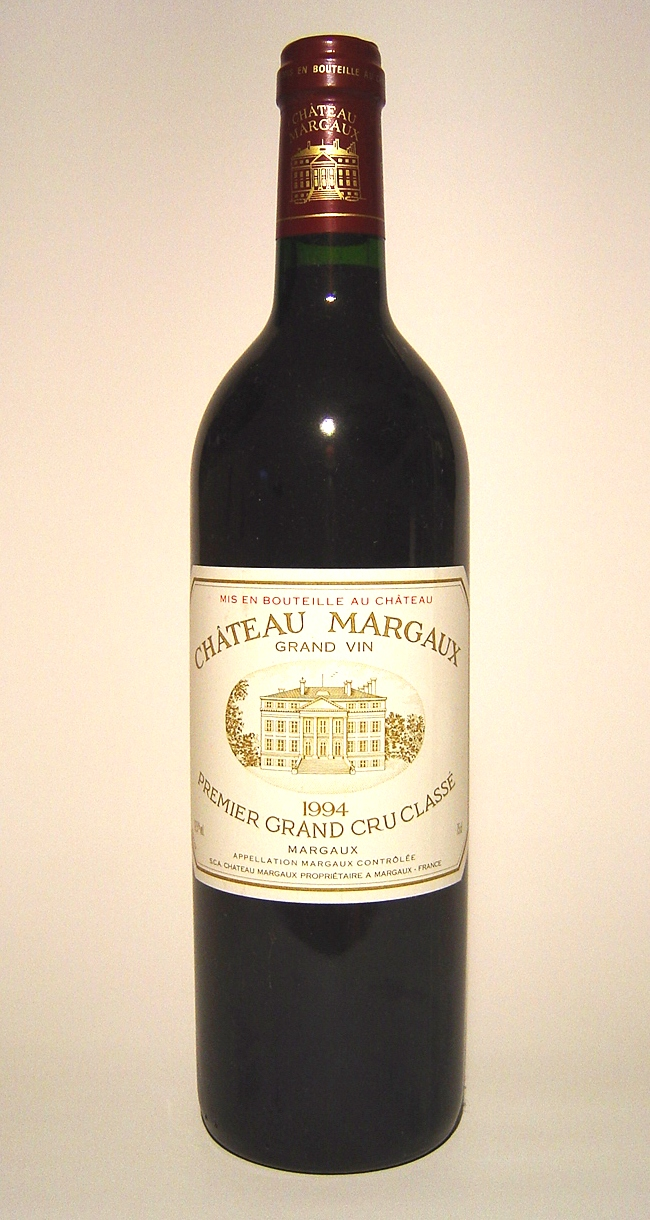
French wine
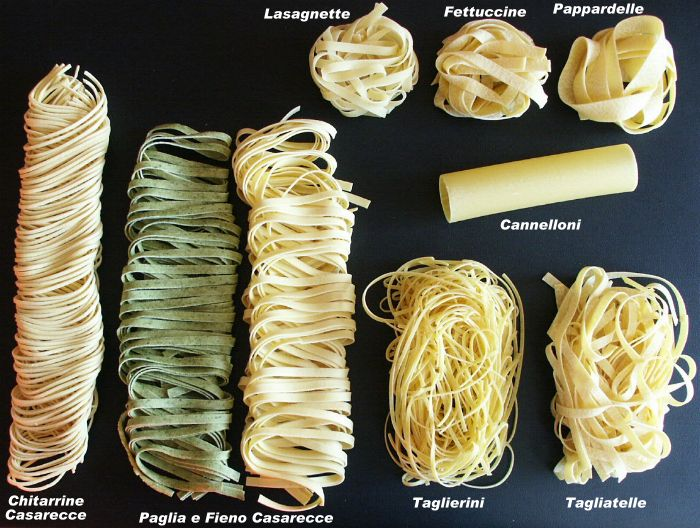
Italian pasta
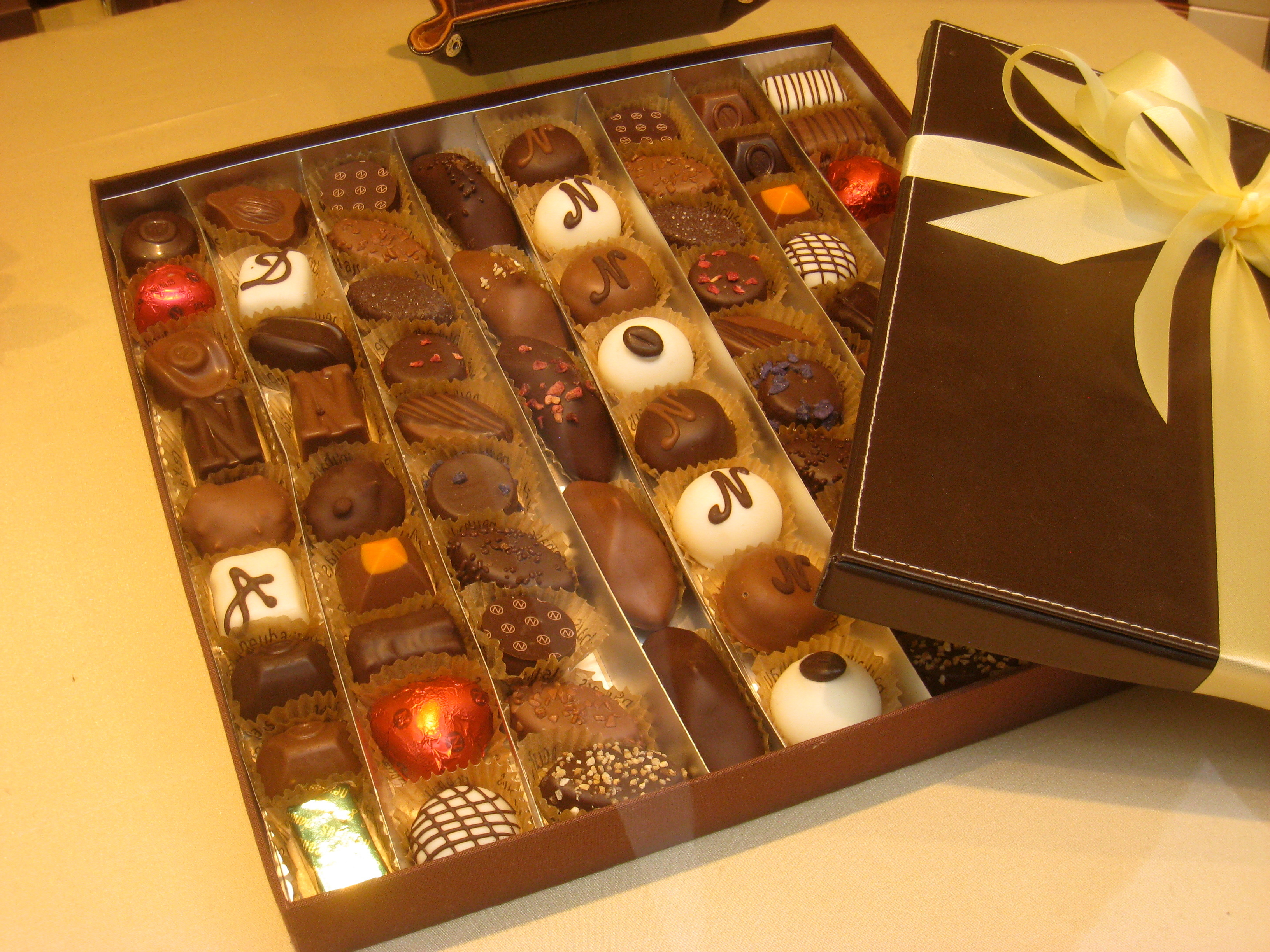
Belgian chocolate
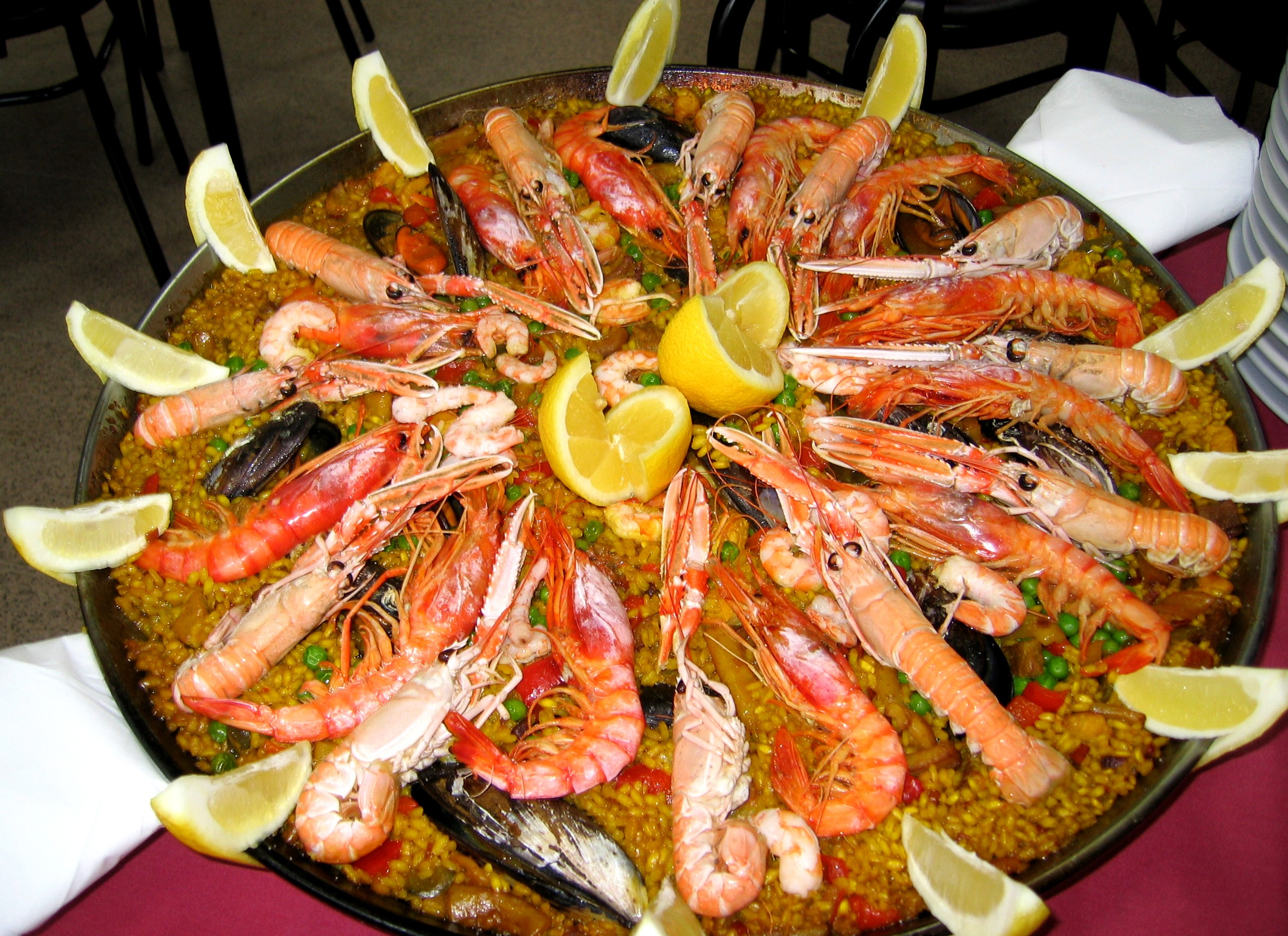
Spanish paella
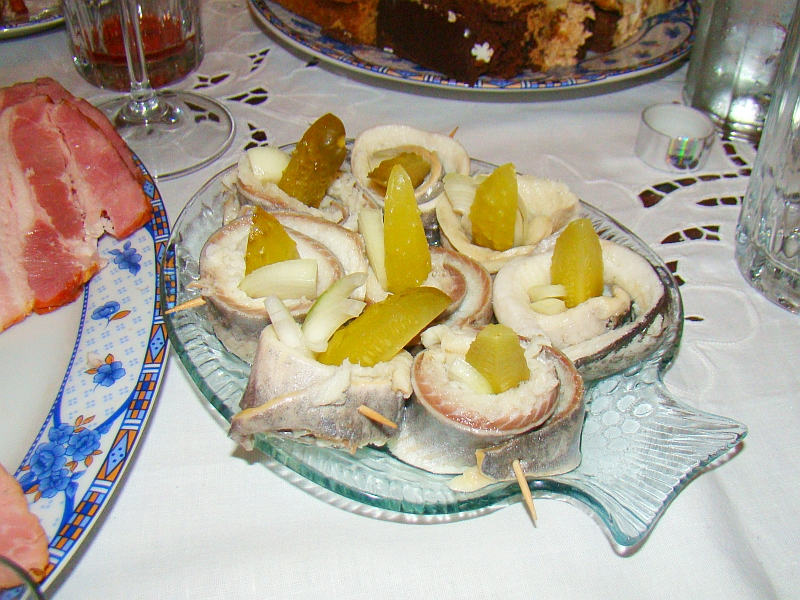
Northern European Rollmops
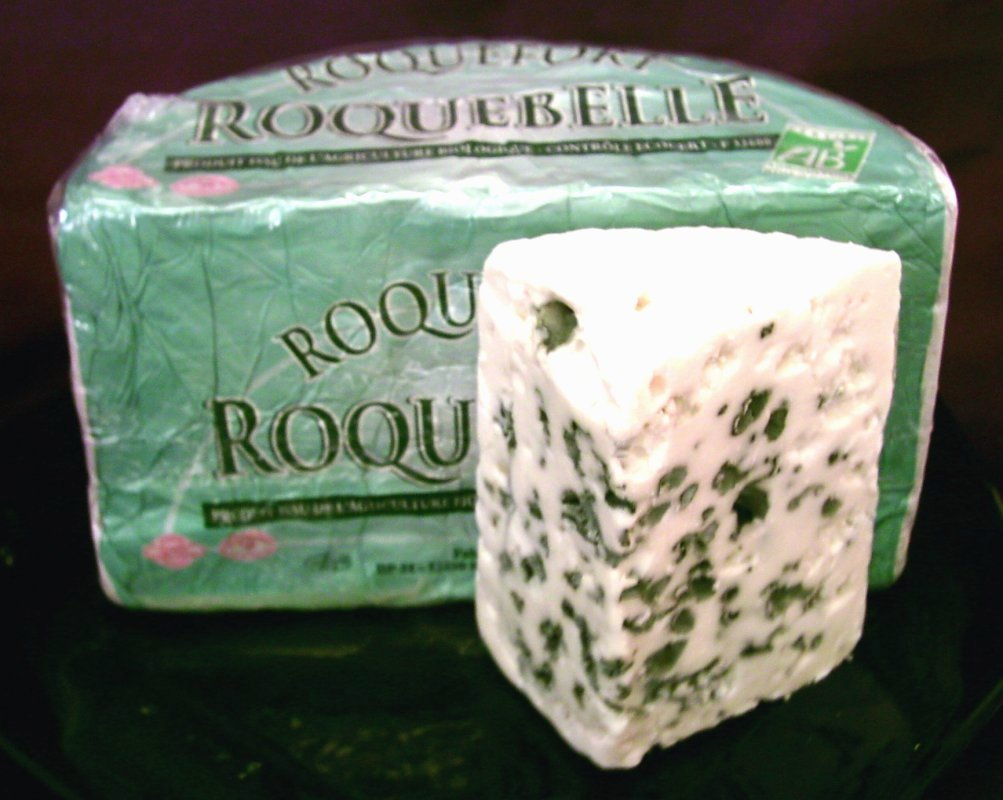
Roquefort cheese
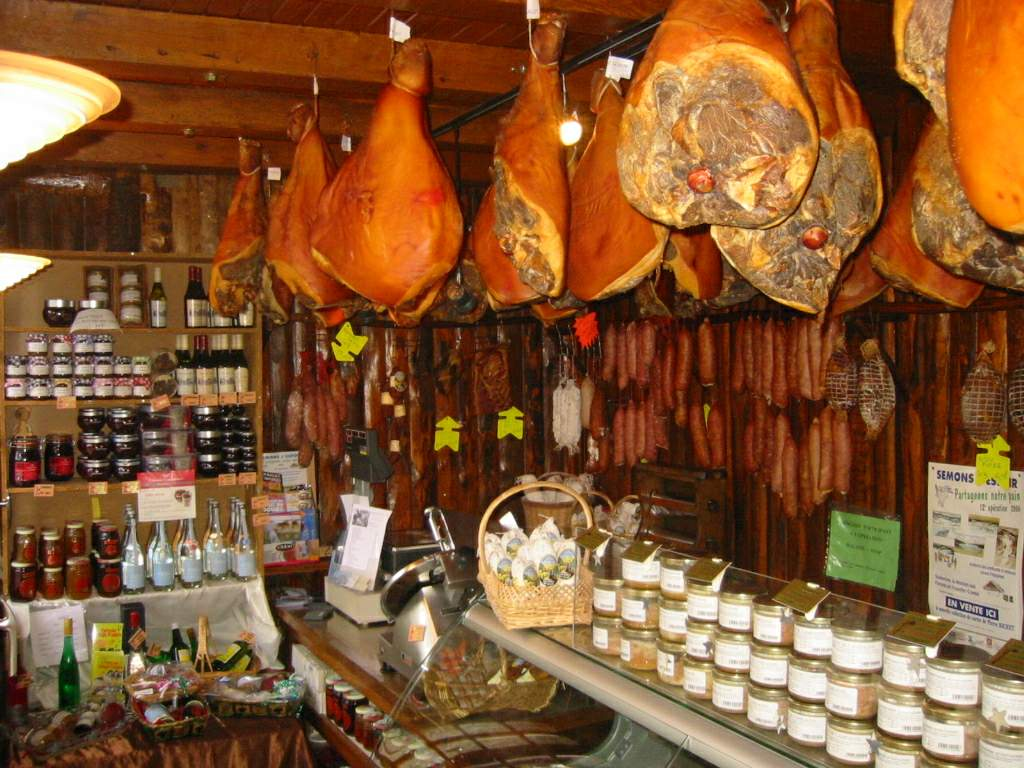
Charcuterie
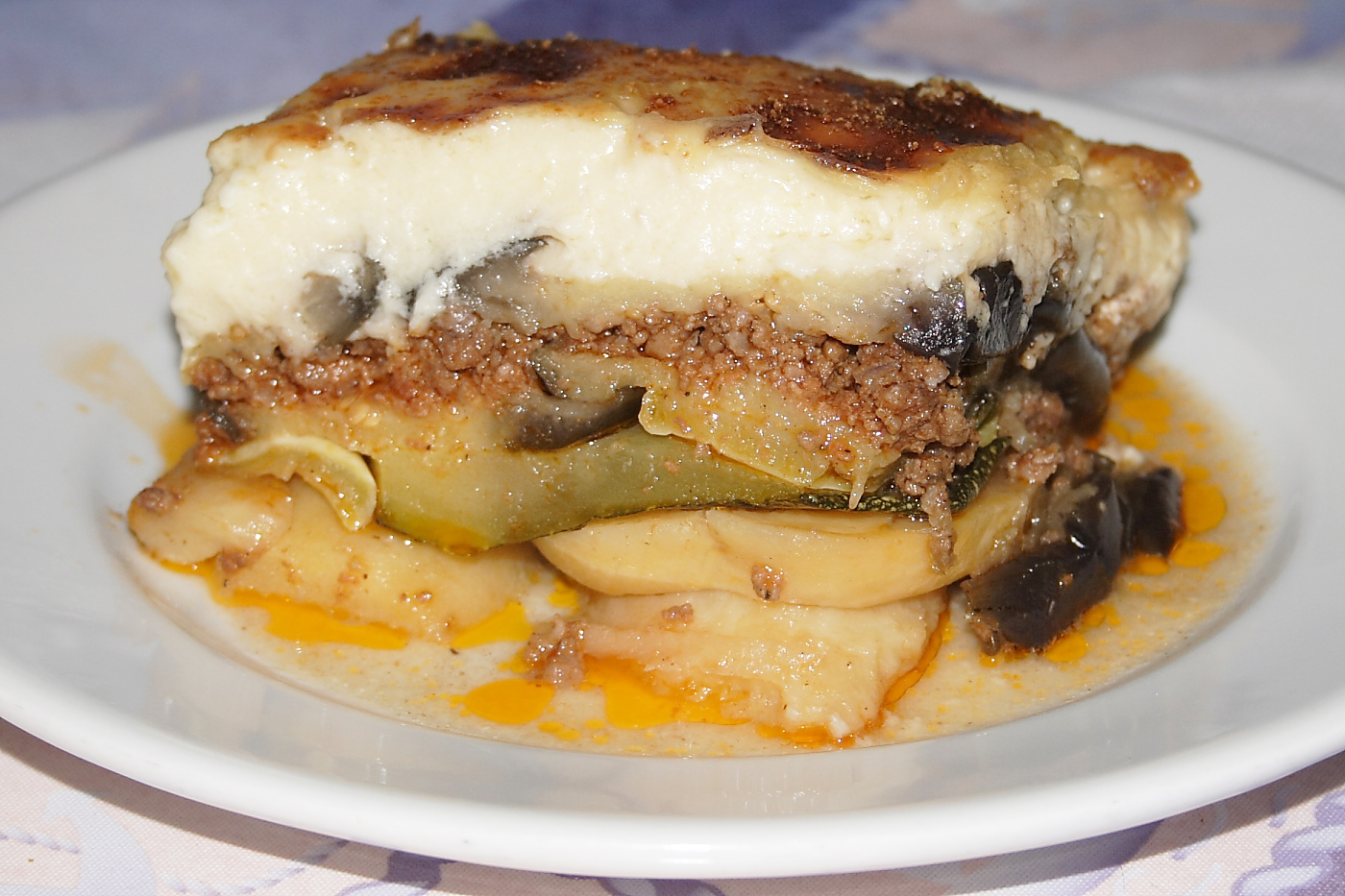
Greek moussaka
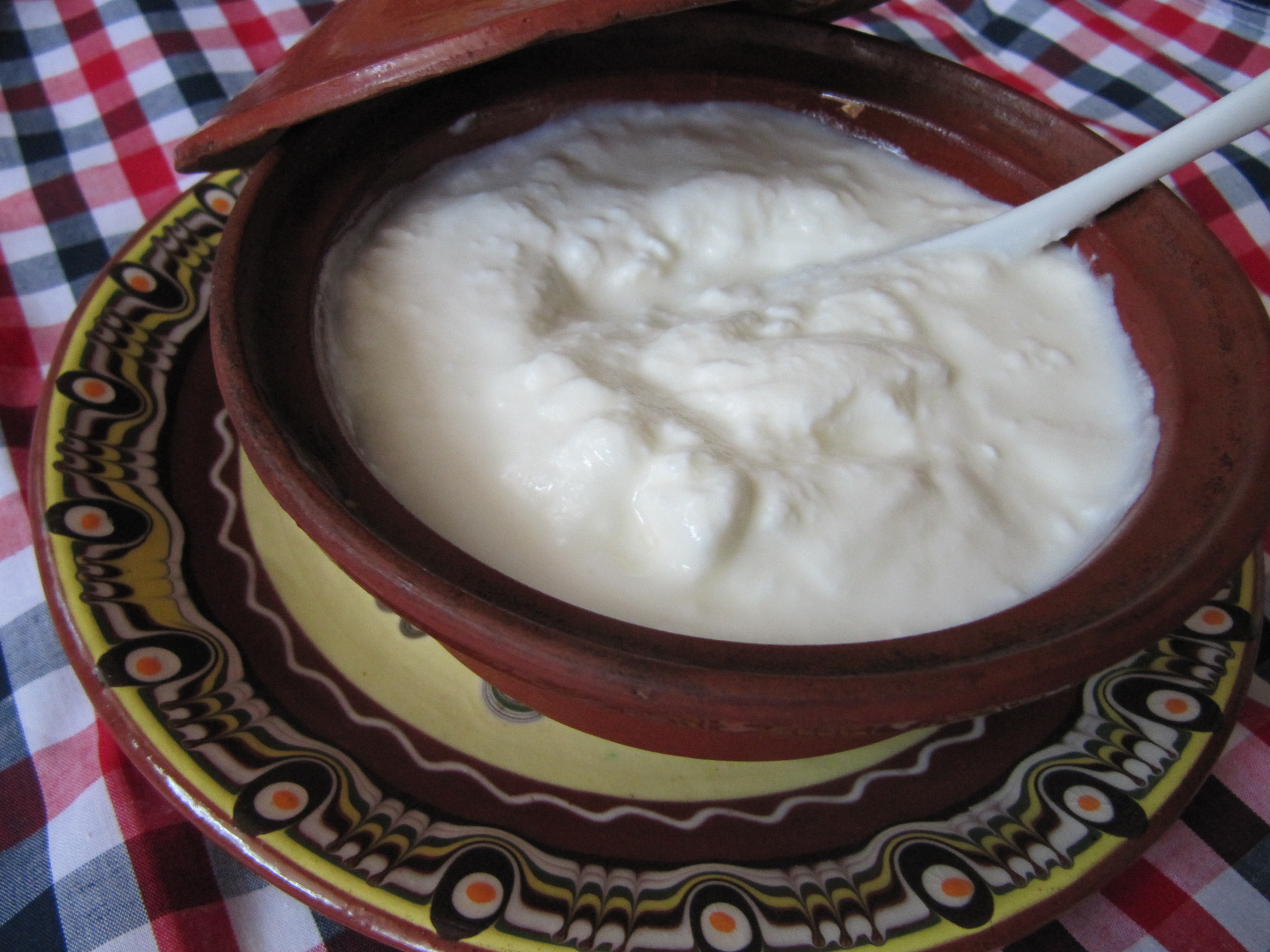
Bulgarian yogurt

## Мода

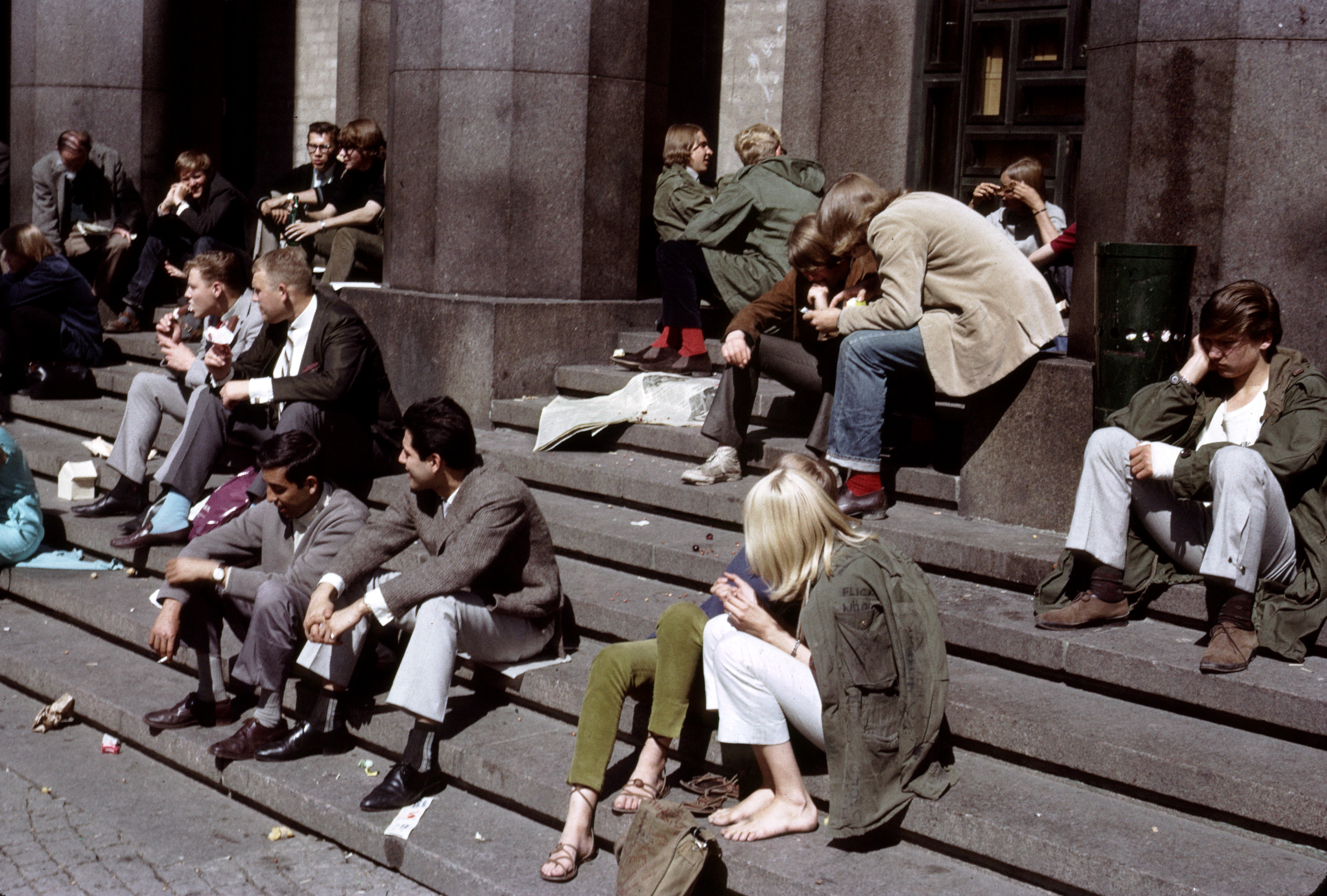
Шведські бітники, 1965

Найдавніші певні приклади голок походять із солютрейської культури, яка існувала у Франції та Іспанії з 19 000 до н. е. До 15 000 до н. Найперші пофарбовані лляні волокна були знайдені в печері Республіки Джорджія і датуються 36000 р. До н. е. Див. Одяг у Стародавньому Римі, 1100—1200 у моді, 1200—1300 у моді, 1300—1400 у моді, 1400—1500 у моді, 1500—1550 у моді, 1550—1600 у моді, 1600—1650 у моді, 1650—1700 в моді, Виробництво текстилю під час промислової революції

## Спорт

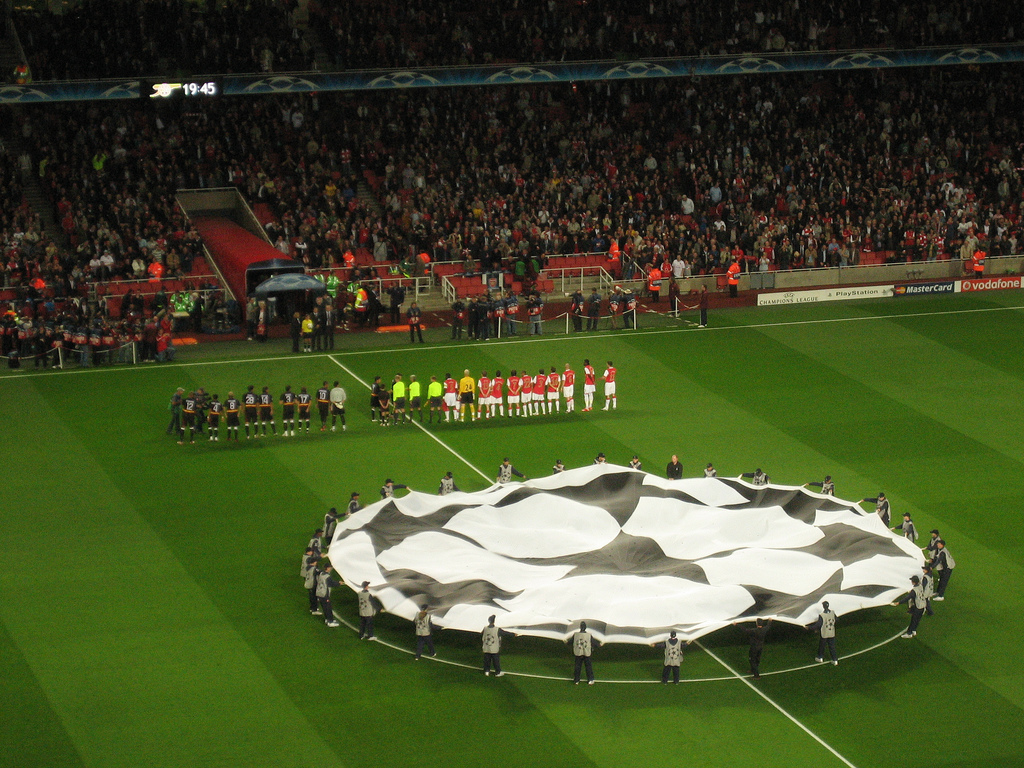
Футбольний матч Ліги чемпіонів УЄФА

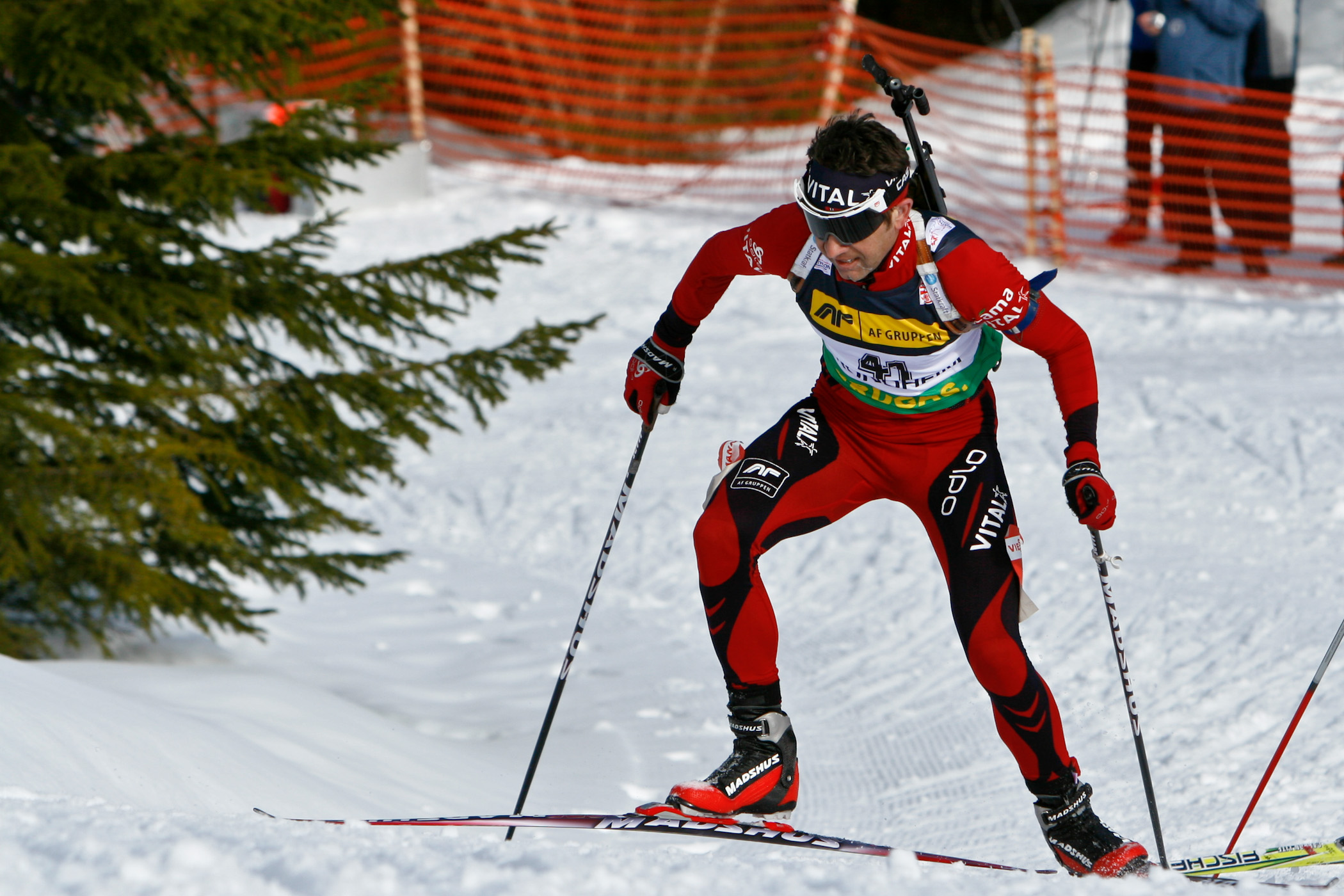
Оле Ейнар Бьорндален

### Історія

#### Олімпіада
Див.: Історія Олімпіади

### Обласний спорт
Крім того, Європа має численні національні та регіональні види спорту, які не мають великого міжнародного складу за межами емігрантських груп. До них належать:
- Альпійська боротьба у Швейцарії.
- Бенді в Росії, Швеції та Фінляндії
- Баскська Пелота в частині Іспанії та Франції, яку емігранти завезли в Америку.
- Бій биків в Іспанії, Португалії та частині півдня Франції біля іспанського кордону.
- Гельський футбол в Ірландії, який вплинув на австралійські правила футболу.
- Гельський гандбол (Ірландія), який був вивезений до США у формі американського гандболу.
- Хурлінг в Ірландії.
- Корфбал у Нідерландах та Бельгії.
- Pesäpallo (Boboll) у Фінляндії
- Pétanque, Boules, Irish Road Bowling, Skittles, Bocce, and Bowls та інші — це різновиди ігор у боулінг, які популярні у всій Європі та були поширені по всьому світу.
- Раундери з Англії[24] нині популярні на північному заході Європи, звідки походить бейсбол.
- Шинті в Шотландії, Велика Британія, що вплинуло на хокей на льоду в Канаді (див. також Шінні).
- Риссю на півдні Європи.

У деяких спортивних змаганнях є європейська команда, яка збирає спортсменів з різних європейських країн. Ці команди використовують європейський прапор як емблему. Найвідоміший із цих змагань — Кубок Райдера з гольфу. Деякі спортивні організації проводять чемпіонати Європи, такі як Європейська рада з крикету, Європейські ігри, Кубок Європи з регбі (клубні / регіональні змагання), Чемпіонат Європи з футболу, FIRA — Асоціація європейського регбі, IIHF, Кубок Мітропи, Європейська ліга регбі Федерація — чемпіонат Європи, спорт у Європейському Союзі та УЄФА.

## Європейська політика

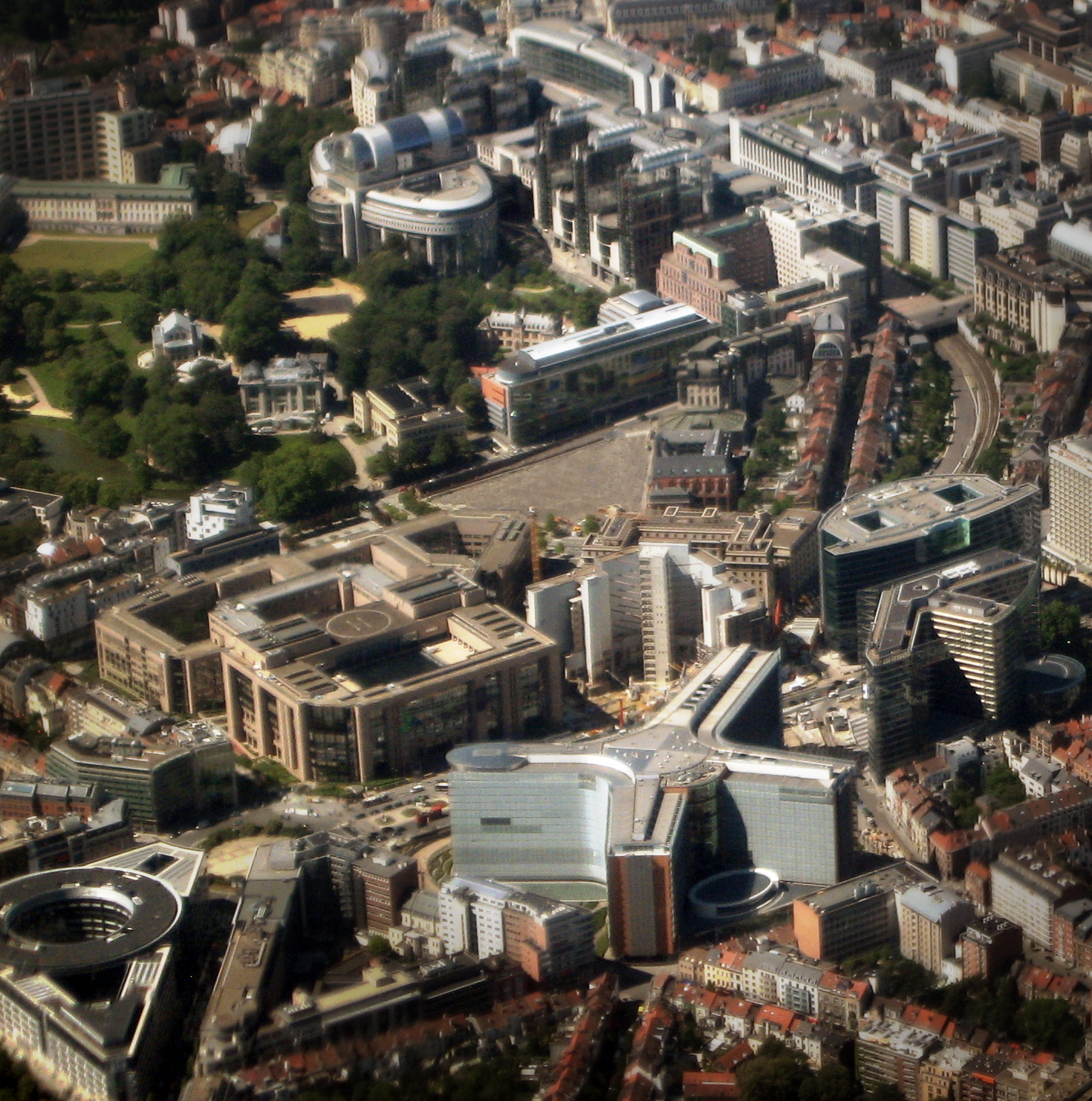
Пташиного польоту Європейського кварталу в Брюсселі.

### Огляд
Див.: Історія Європи

### Європейський Союз
Див.: Політика Європейського Союзу

### Столиця культури
Щороку, починаючи з 1985 року, одне або кілька міст по всій Європі обираються Європейською столицею культури, що є ініціативою ЄС. Ось минулі та майбутні столиці:
- 1985: Athens
- 1986: Florence
- 1987: Amsterdam
- 1988: Berlin
- 1989: Paris
- 1990: Glasgow
- 1991: Dublin
- 1992: Madrid
- 1993: Antwerp
- 1994: Lisbon
- 1995: Luxembourg
- 1996: Copenhagen
- 1997: Thessaloniki
- 1998: Stockholm
- 1999: Weimar
- 2000: Avignon, Bergen, Bologna, Brussels, Helsinki, Kraków, Prague, Reykjavík, Santiago de Compostela
- 2001: Rotterdam, Porto
- 2002: Bruges, Salamanca
- 2003: Graz
- 2004: Genoa, Lille
- 2005: Cork
- 2006: Patras
- 2007: Sibiu, Luxembourg, Greater Region
- 2008: Liverpool, Stavanger
- 2009: Vilnius, Linz
- 2010: Essen (representing the Ruhr), Istanbul, Pécs
- 2011: Turku, Tallinn
- 2012: Guimarães, Maribor
- 2013: Marseille, Košice
- 2014: Umeå, Riga
- 2015: Mons, Plzeň
- 2016: San Sebastián, Wrocław
- 2017: Aarhus, Paphos
- 2018: Valletta, Malta and Leeuwarden
- 2019: Plovdiv and Matera
- 2020: Galway and Rijeka

## Індивідуалізм в європейській культурі
Роль індивідуалізму у розвитку європейської культури підкреслив Фрідріх Гаєк:
Зауважимо, що головні риси індивідуалізму, який виріс із християнства та класичної античної філософії, уперше були розроблені в епоху Відродження і відтоді виросли і розширилися в західну європейську цивілізацію з її повагою до особистості як такої, що означає визнання для кожної особи верховенства її поглядів і смаків, хай які вони специфічні, а також переконання в тому, що всім людям бажано розвивати свої індивідуальні таланти і схильності. "Шлях до рабства", 1944